# Fort de Roppe
Ne doit pas être confondu avec Fort Ney (Fransecky).
Le fort de Roppe, nommé brièvement fort Ney (nom Boulanger en l'honneur du maréchal Michel Ney), est un ouvrage faisant partie des fortifications de l'Est de la France du type Séré de Rivières construit entre 1875 et 1877. Il fait partie intégrante de la place forte de Belfort.
Ce fort possède un pont-levis à son entrée principale. Il est situé au sommet d'une colline proche du village de Roppe sur le territoire de cette commune. En 1890, un abri-caverne est construit à proximité (de 252 places). À partir de 1893, ce fort fut relié à un certain nombre d'autres forts autour de Belfort grâce à un chemin de fer stratégique.
De 1905 à 1910, le fort est modernisé : création d'un casernement bétonné de 646 places, remplacement des caponnières par des coffres de contrescarpe, création de la casemate de Bourges, création de tourelles de mitrailleuses et d'une tourelle de 155R modèle 1907.
Pendant la Première Guerre mondiale, tout un réseau de galeries de 17 est creusé sous le fort et bétonné dans l'entre-deux-guerres. Ces galeries relient divers endroits du fort à un casernement souterrain, lui-même bétonné.
Pendant l'entre-deux-guerres, le coffre de contrescarpe simple sud-est explose accidentellement à cause des munitions qui y étaient stockées. Il n'a pas été réparé mais un coffre détaché sera construit juste devant pour assurer la défense du fossé.
L'armée utilise encore le fort pour entraîner les nouvelles recrues.

## Description

### Le fort

Plan du fort.

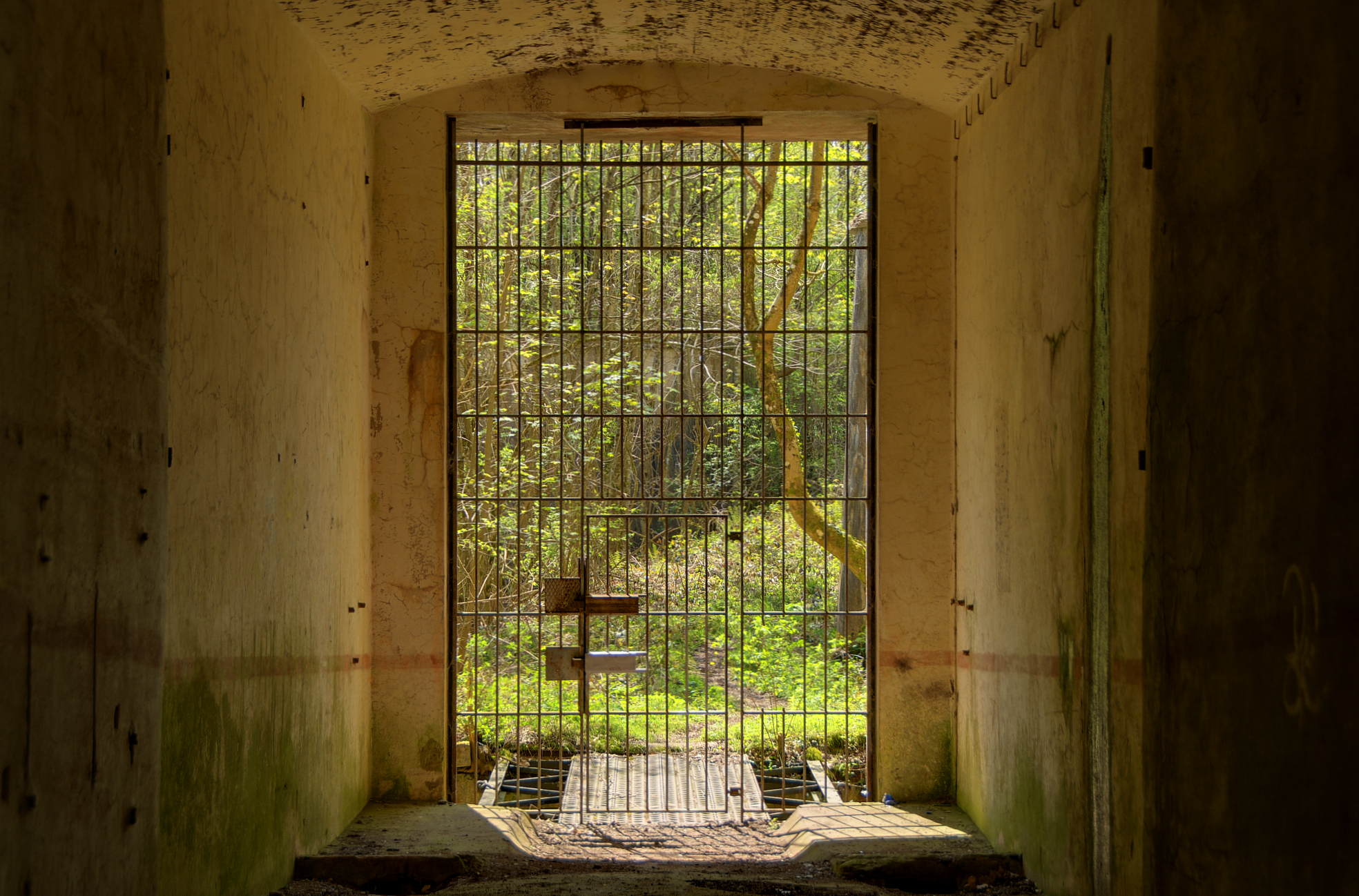
L'entrée vue de l'intérieur.
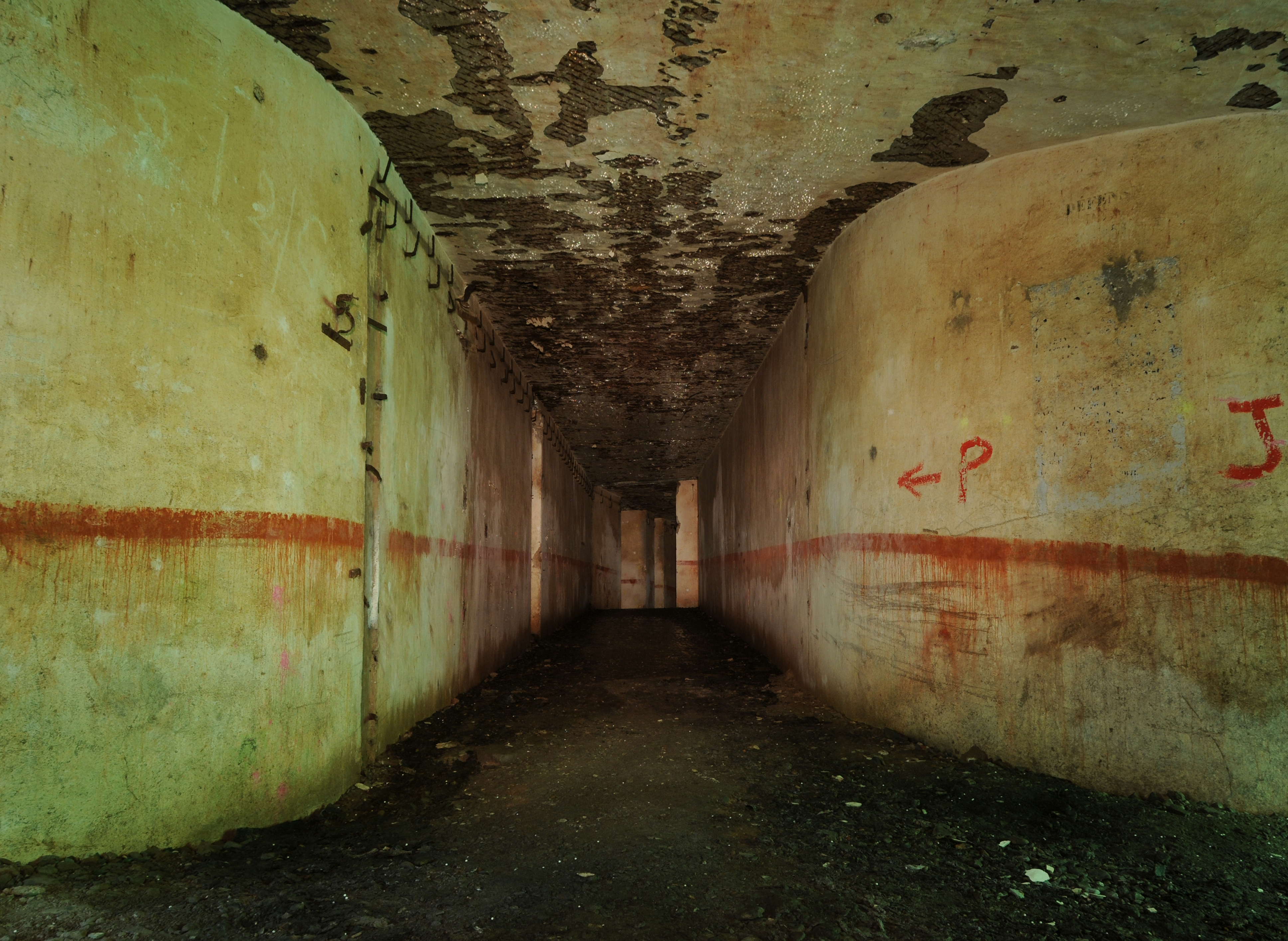
Galerie principale en direction du casernement bétonné.
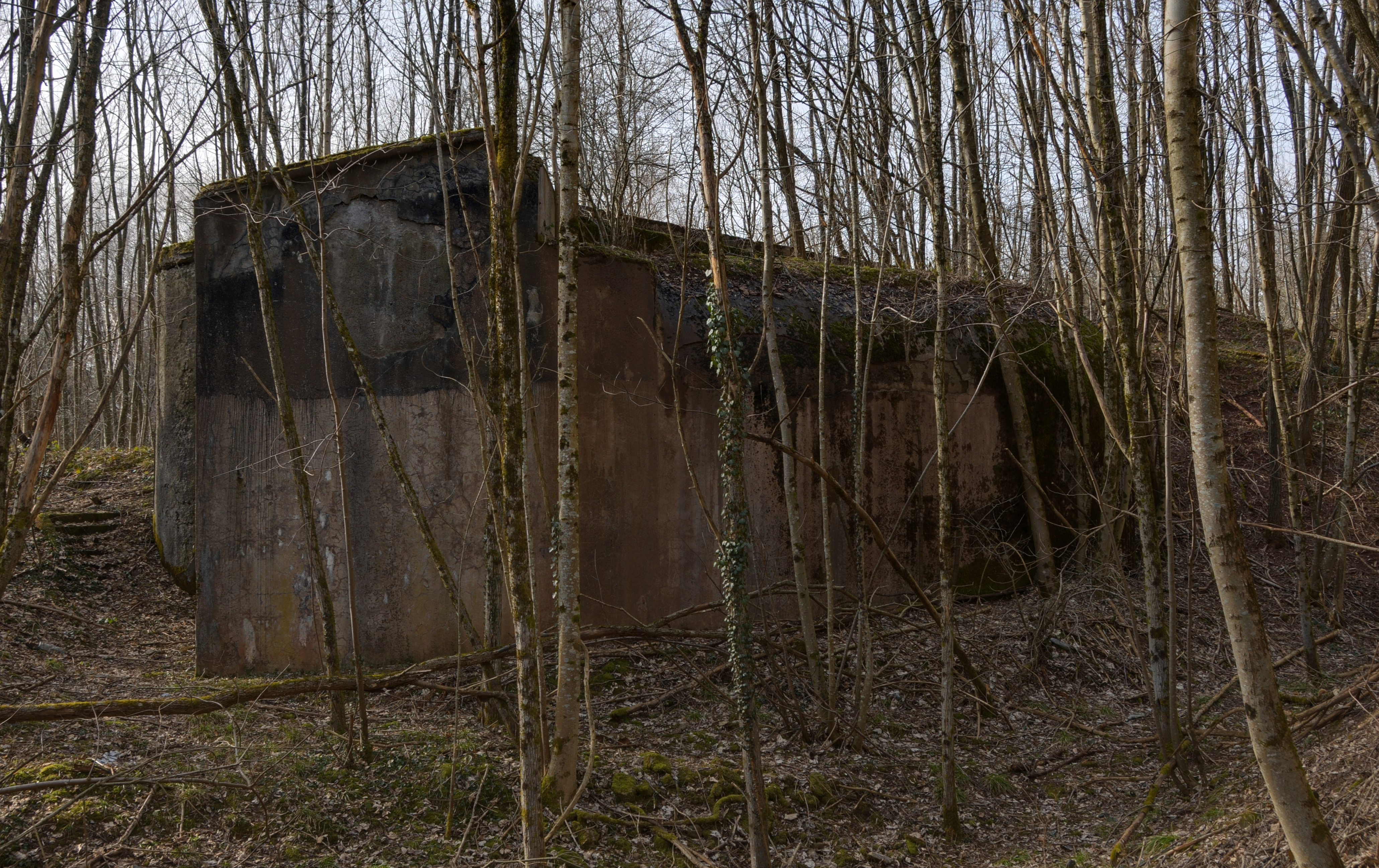
Casemate de Bourges vue de l'arrière.
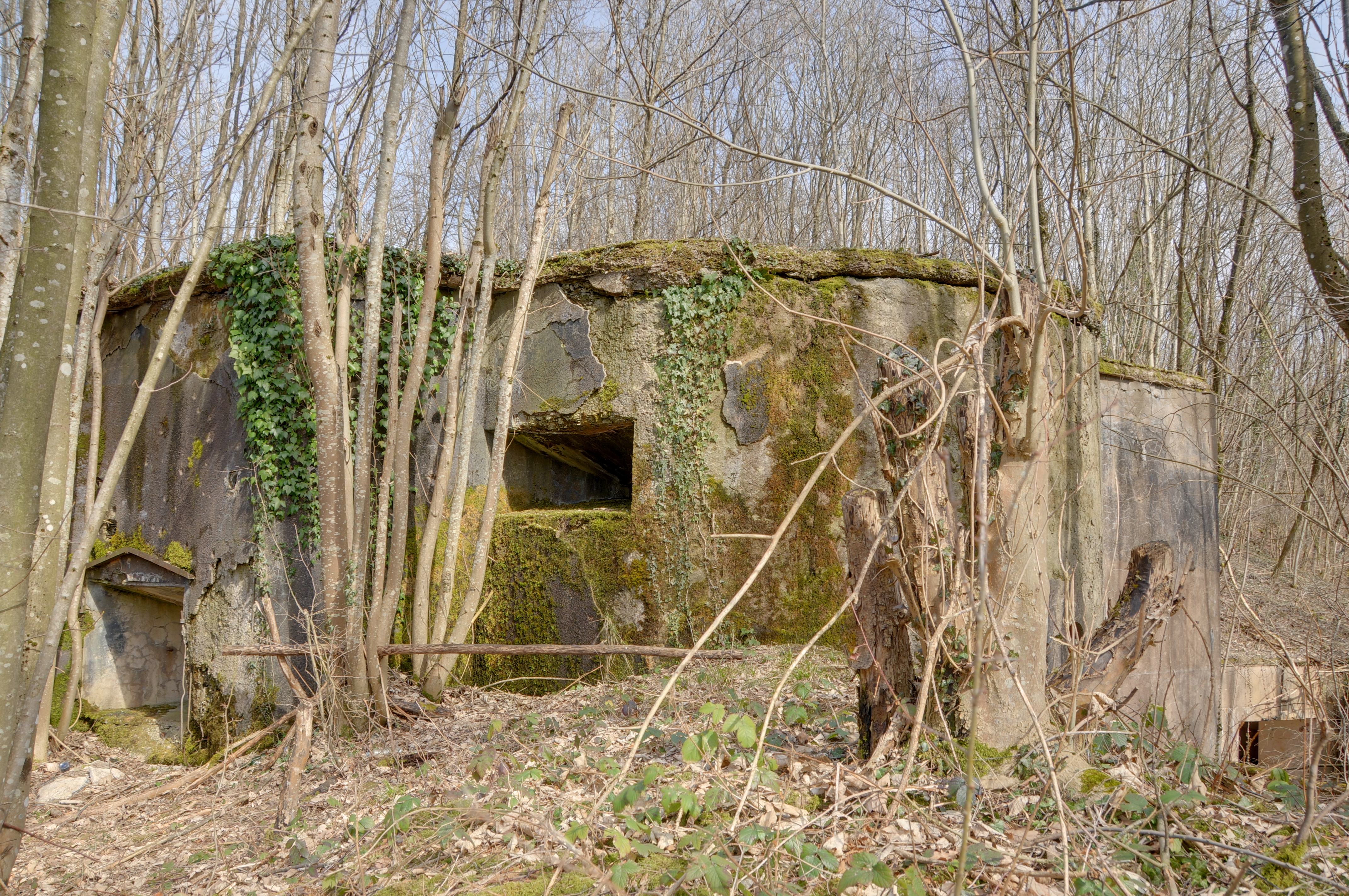
Casemate de Bourges vue sur le côté.
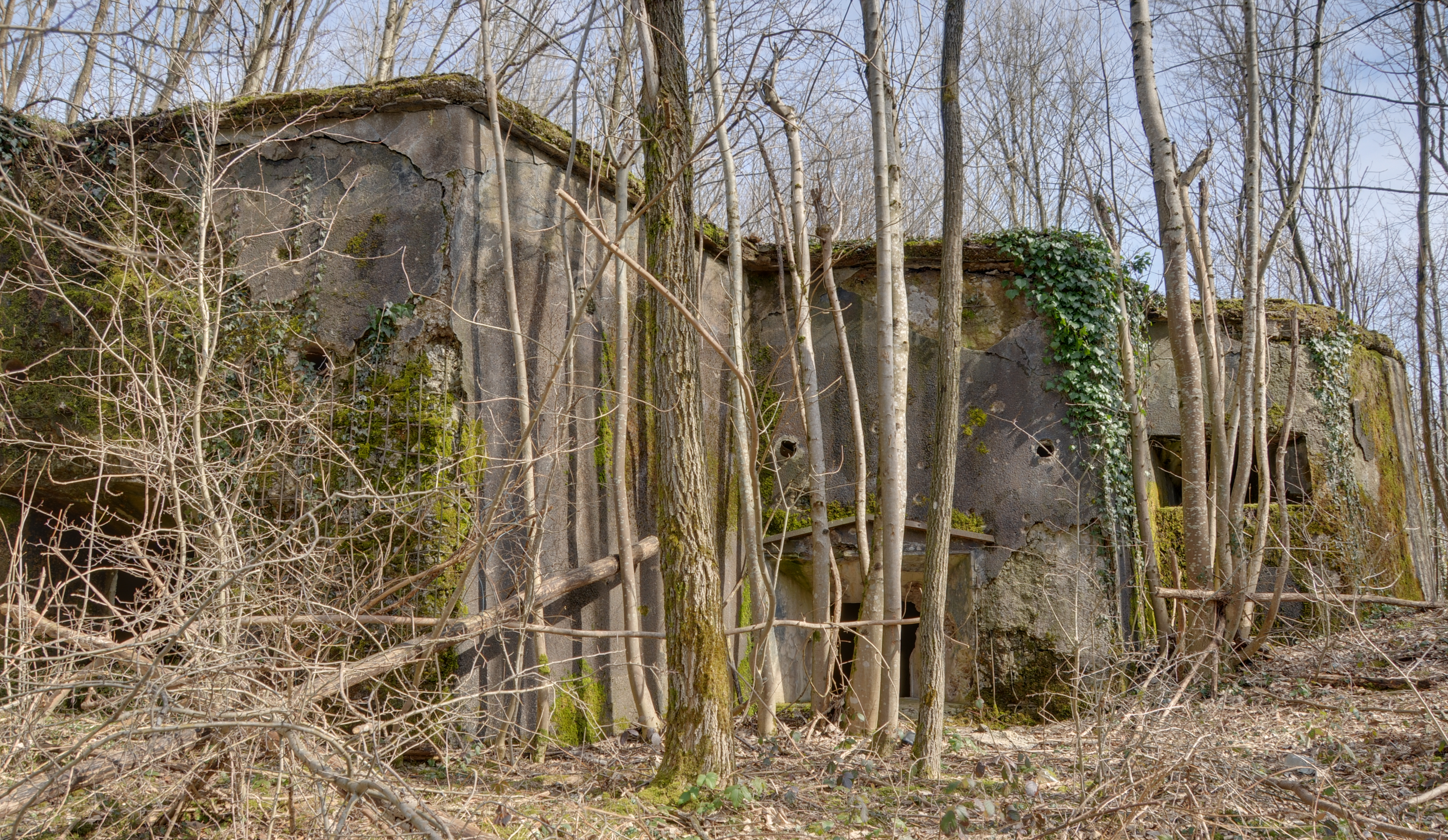
Casemate de Bourges vue de devant.
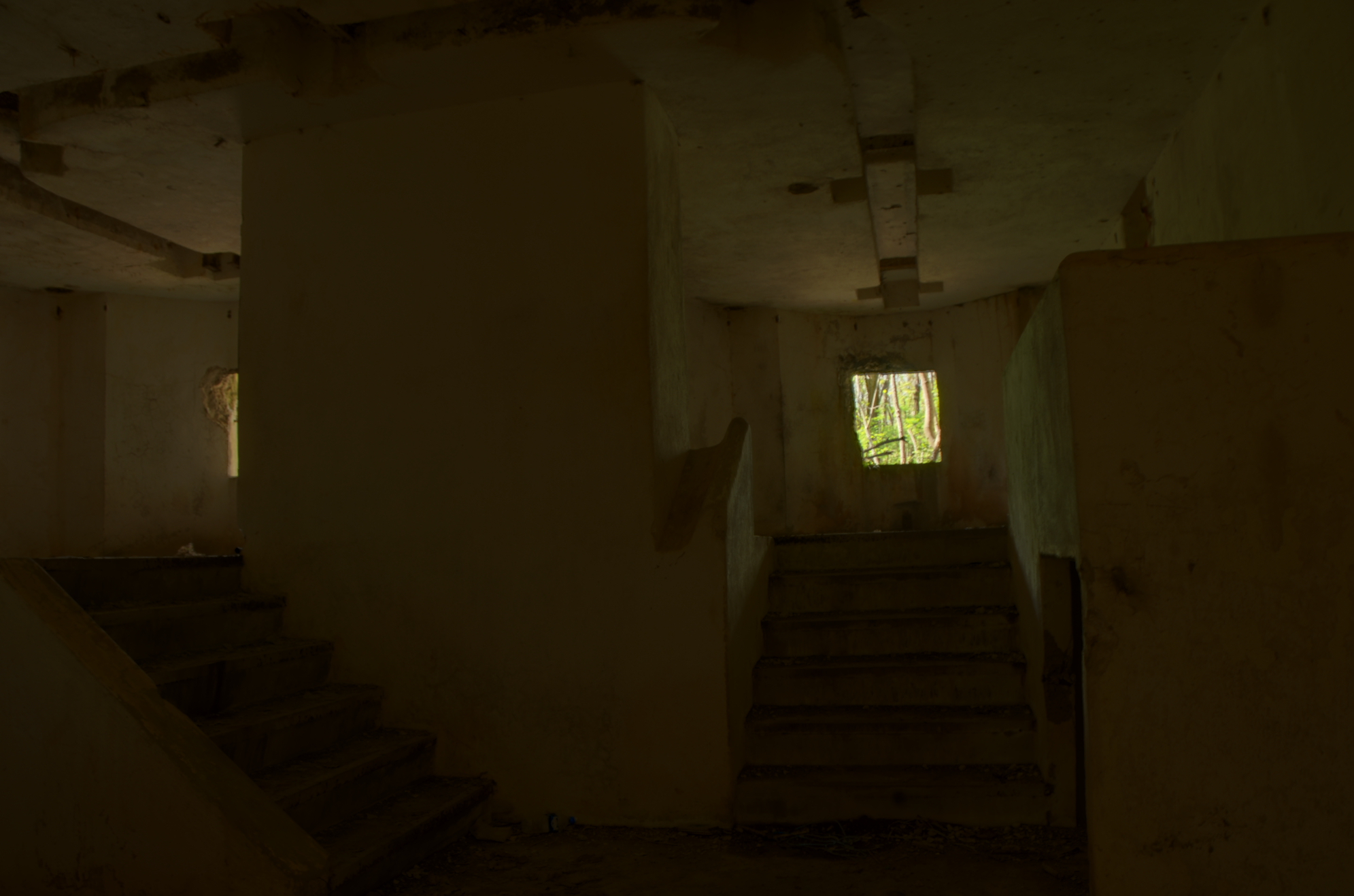
Dans la casemate de Bourges. Tout droit, on y distingue une chambre de tir. Sur la gauche, est disposée un deuxième chambre de tir. Chacune d'elles était équipée d'un canon de 75. L'échancrure au plafond était l'emplacement d'un rail à plan à chaine permettant de changer le tube d'un canon en cas de problème.
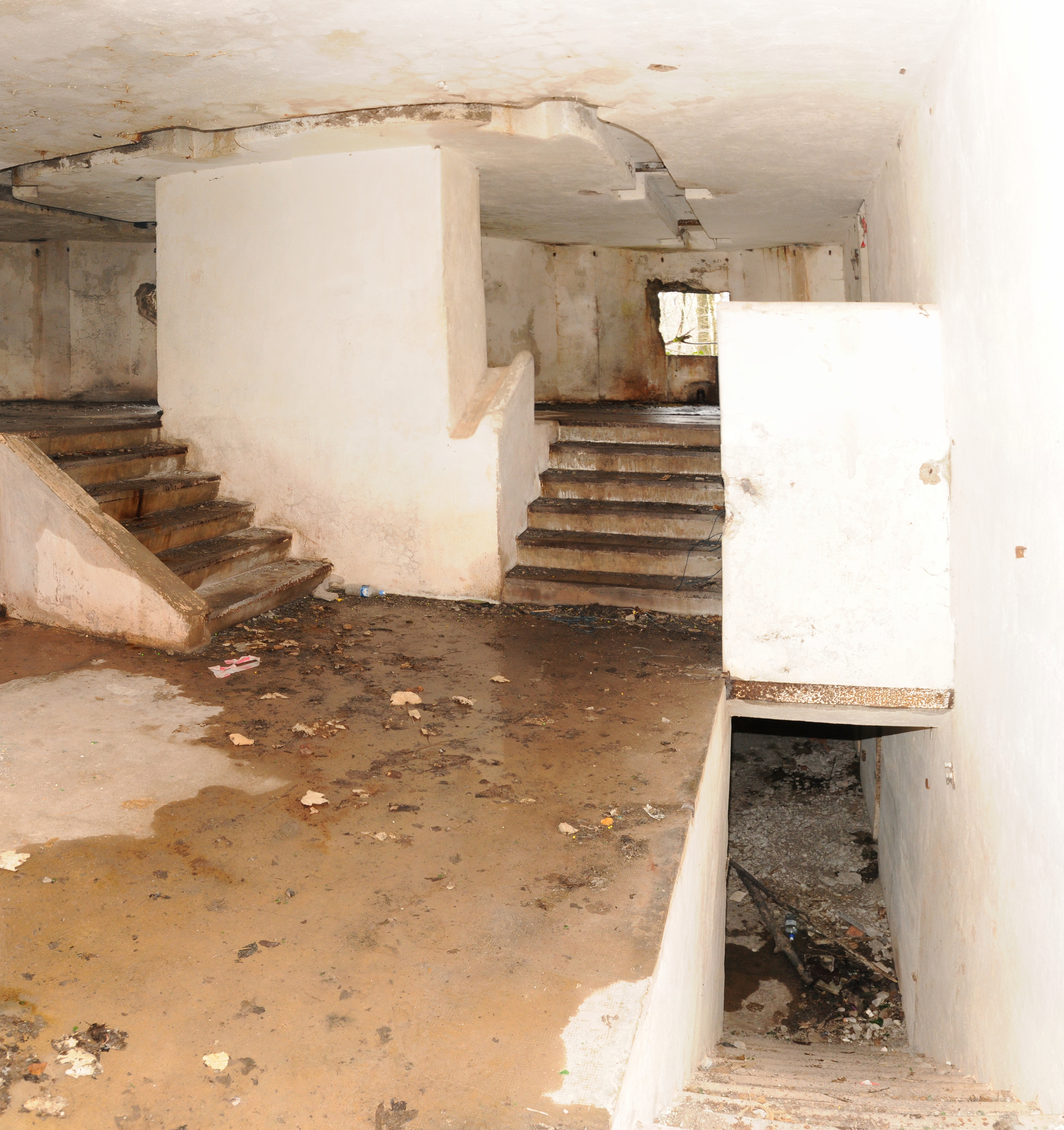
Dans la casemate de Bourges. Sur la droite, l'escalier permet d'accéder au sous-sol de la casemate, puis au réseau de galeries souterraines.
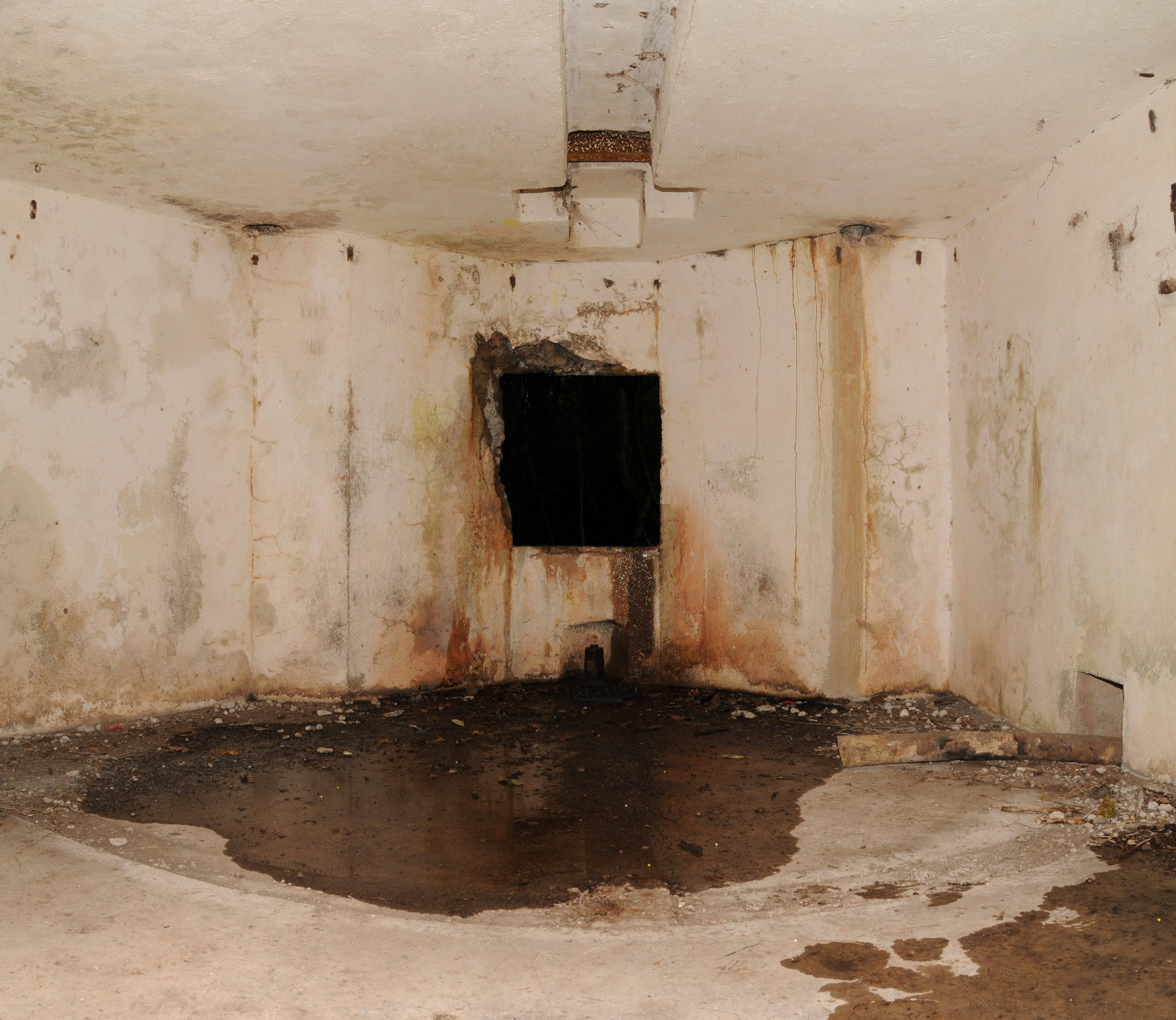
Une des deux chambres de tir de la casemate de Bourges.
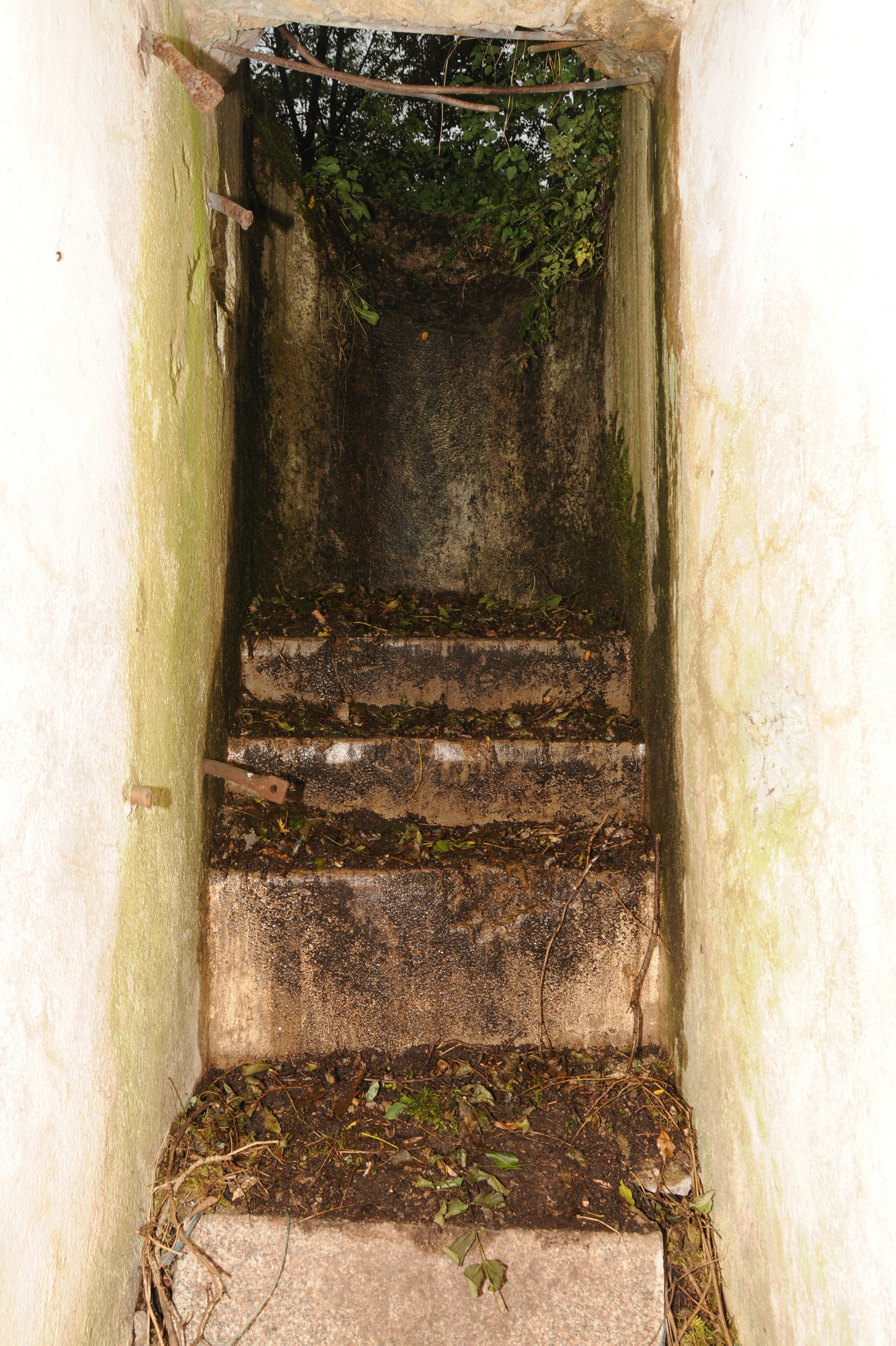
Guérite blindée d'observation de la casemate de Bourges.
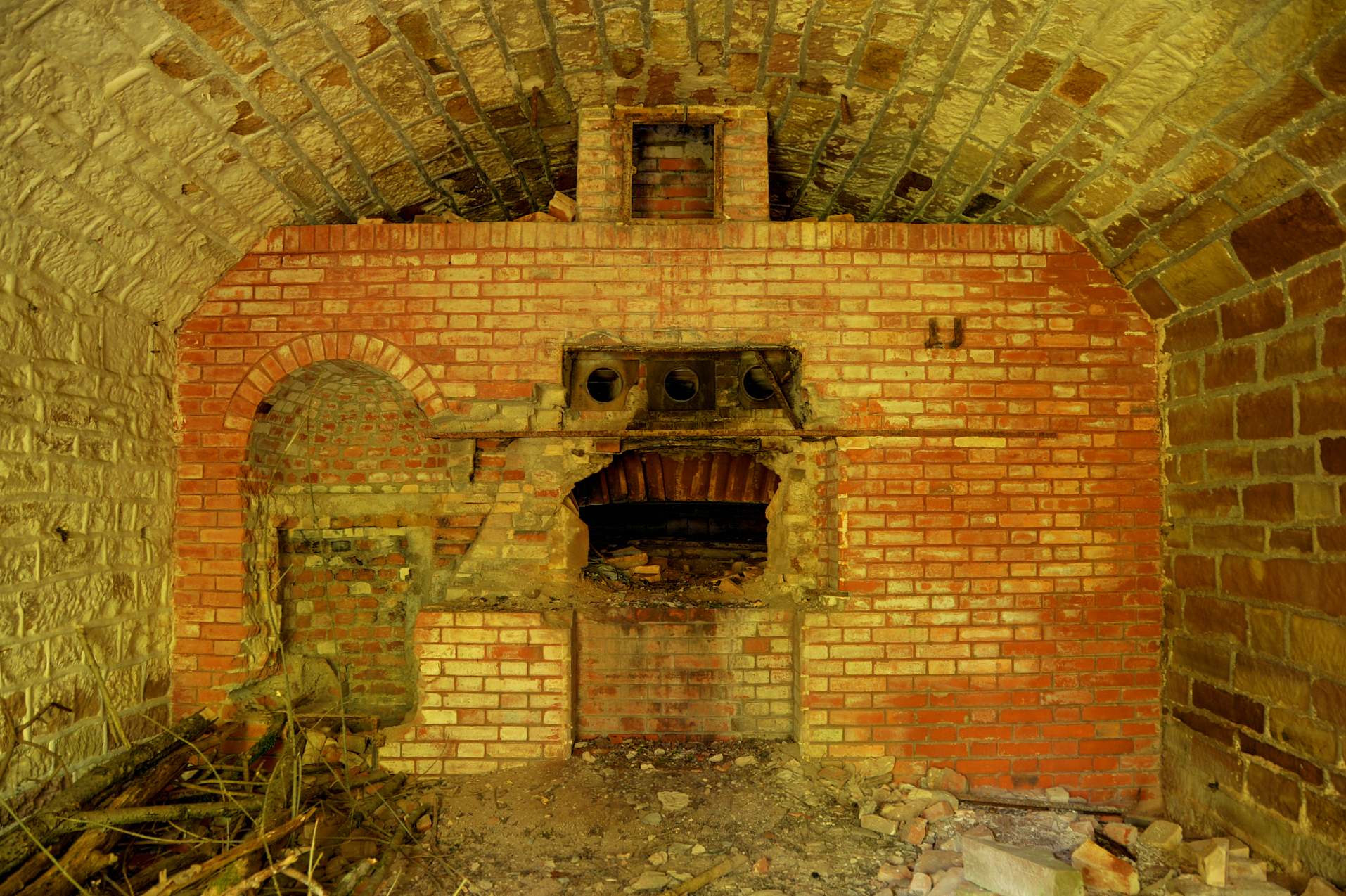
La boulangerie.
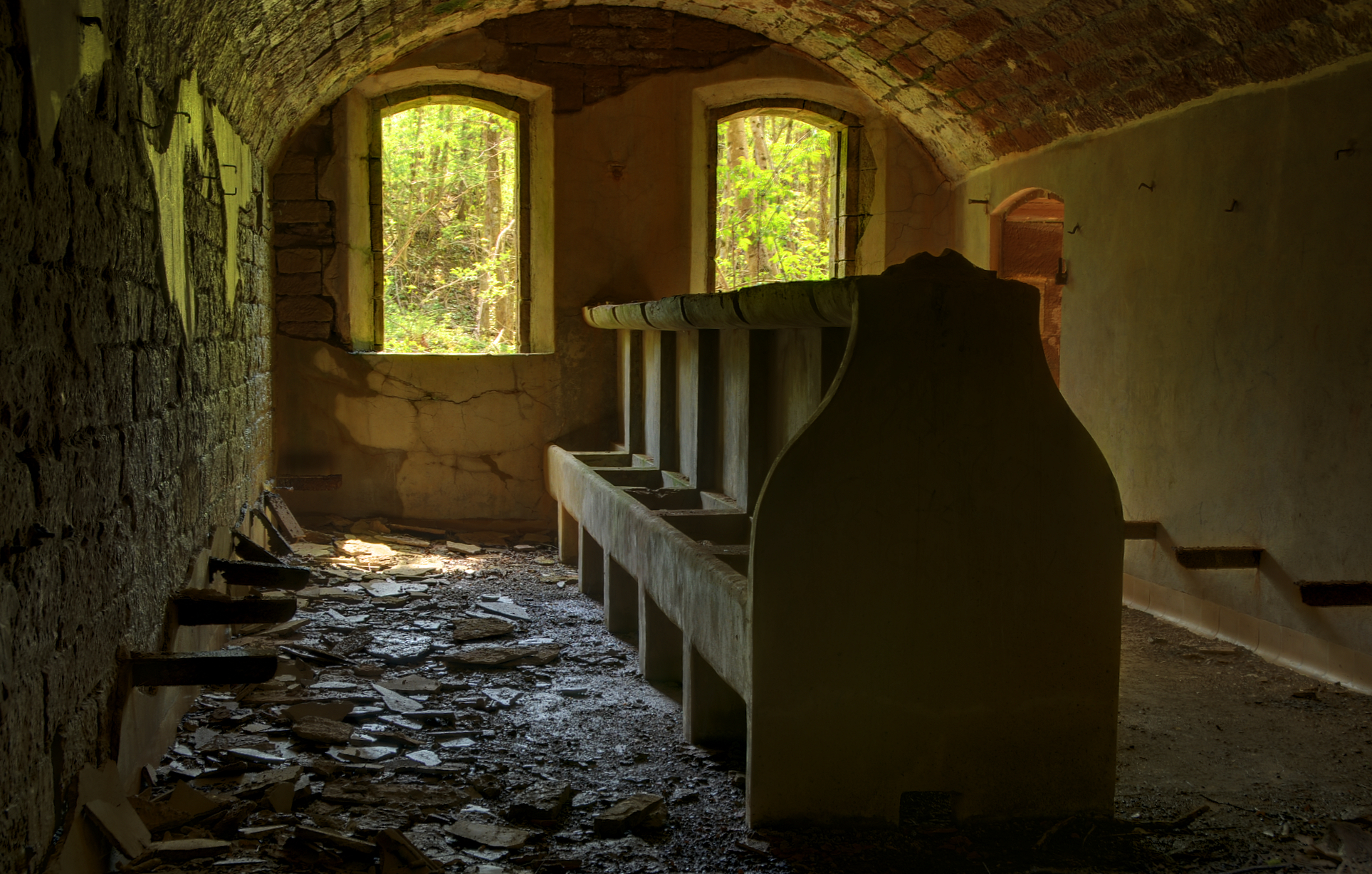
Le lavoir.
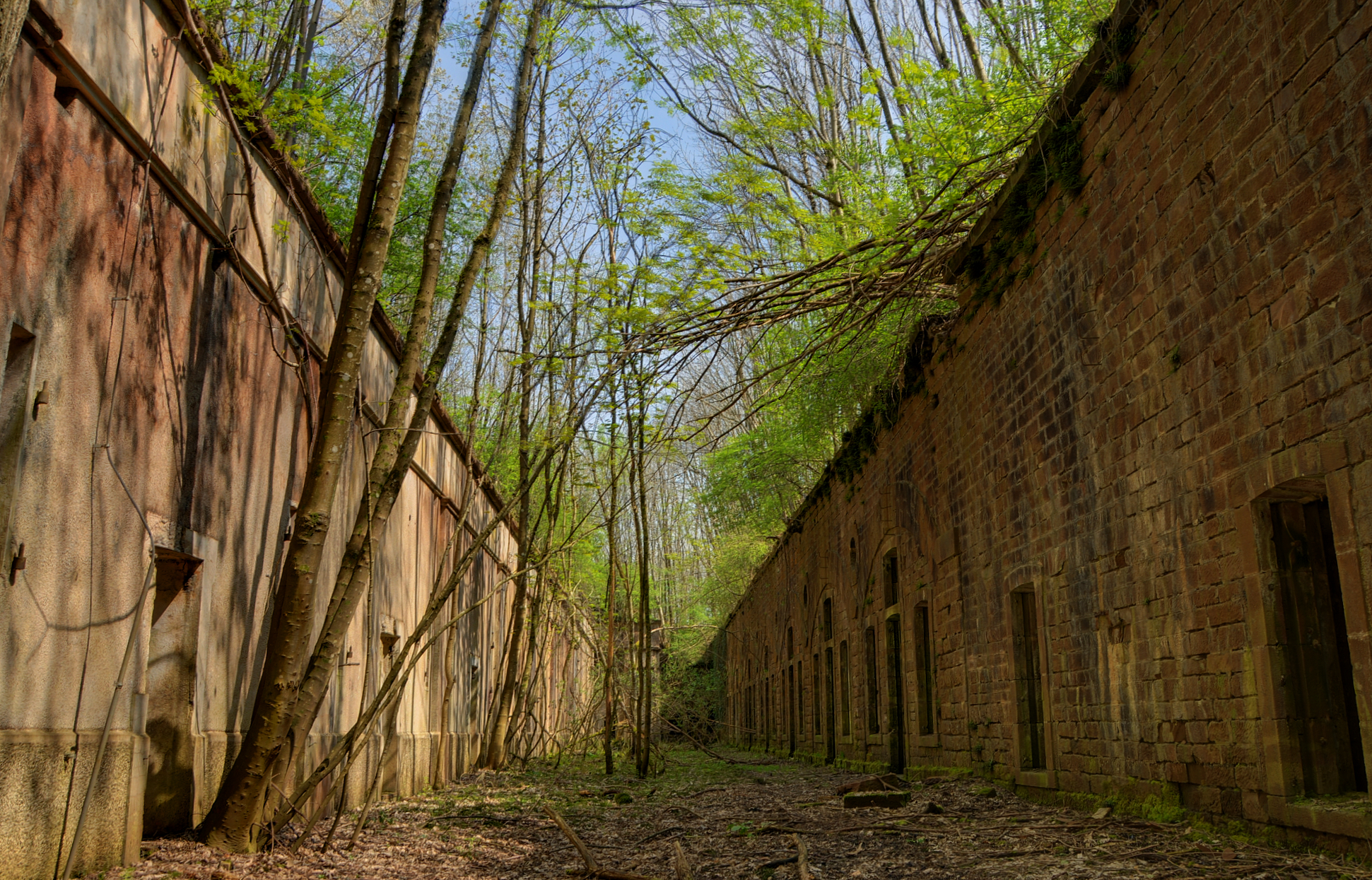
La cour intérieure. À gauche : le casernement de guerre (bétonné). À droite : le casernement de paix (d'origine).
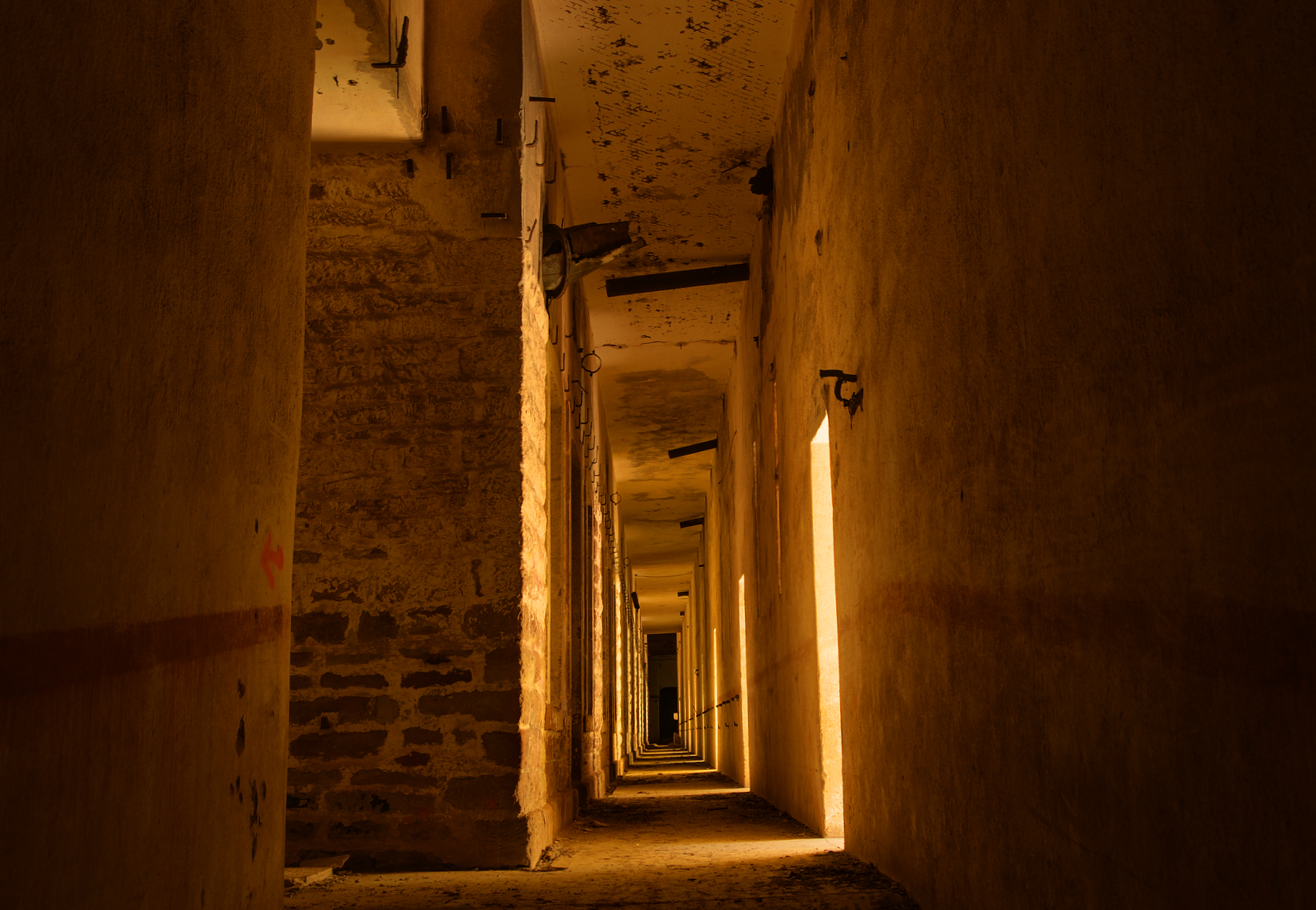
Le couloir du casernement bétonné.
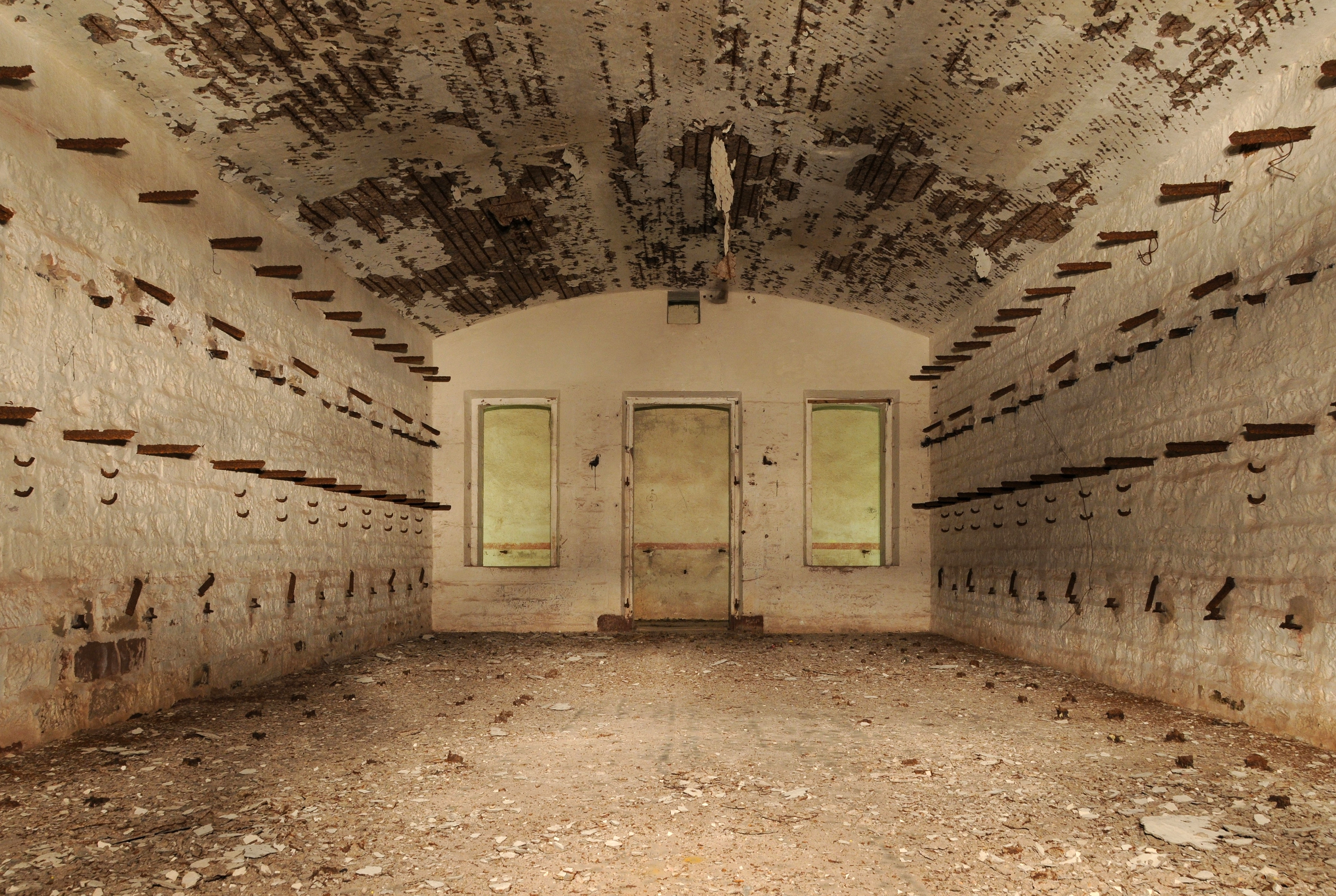
Dans une chambrée du casernement bétonné.
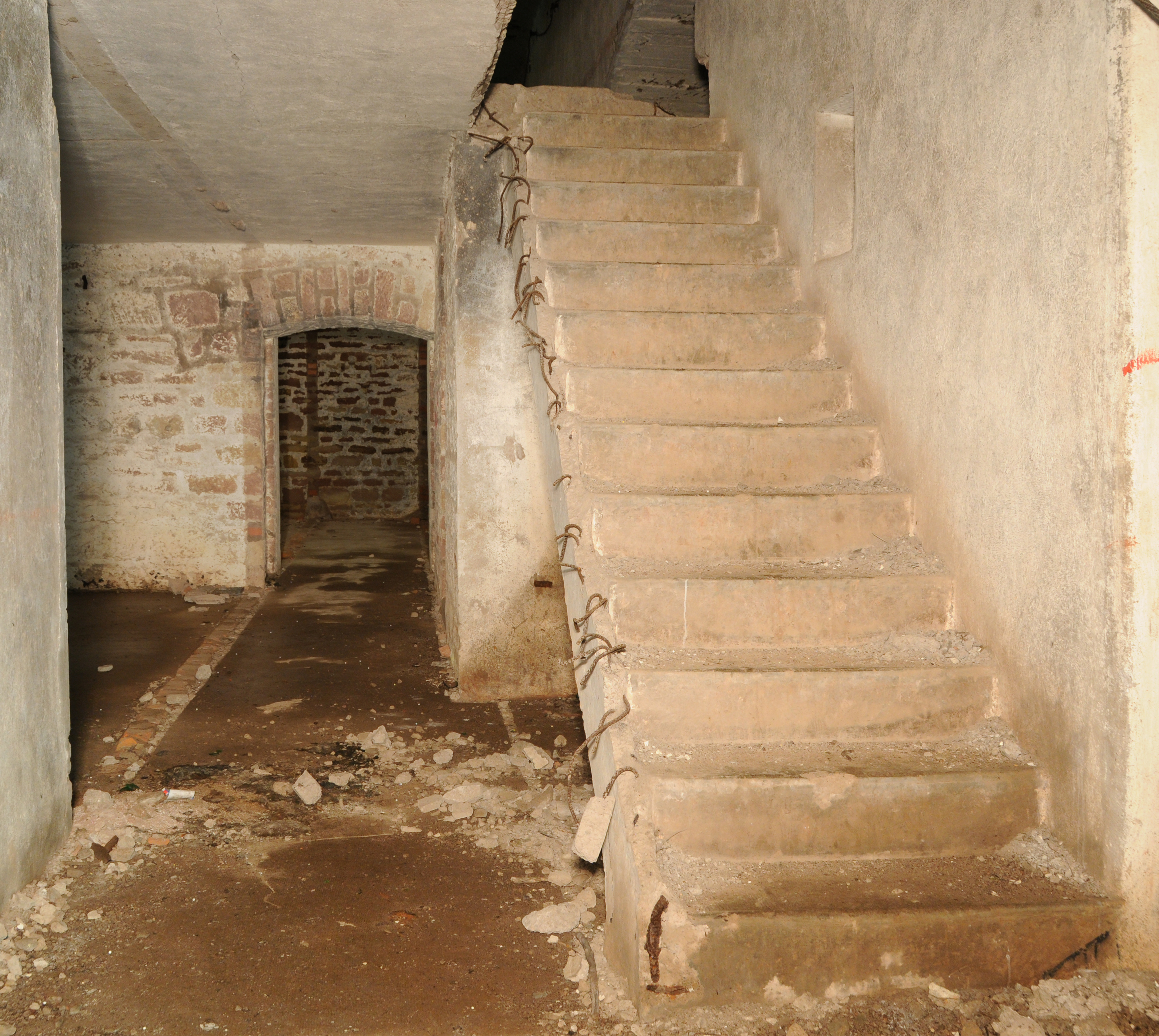
Accès au premier étage du casernement bétonné.
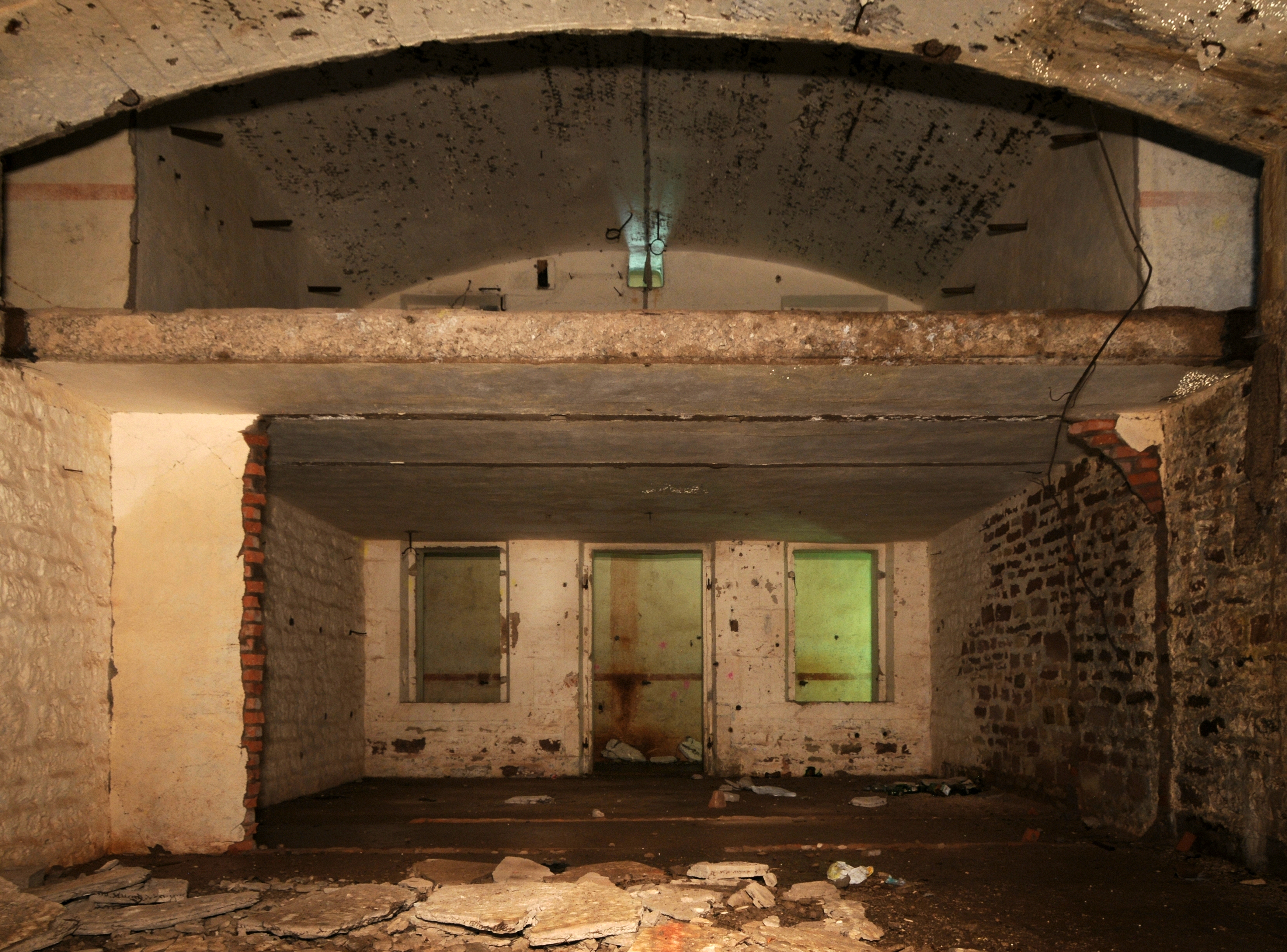
Premier étage du casernement bétonné.
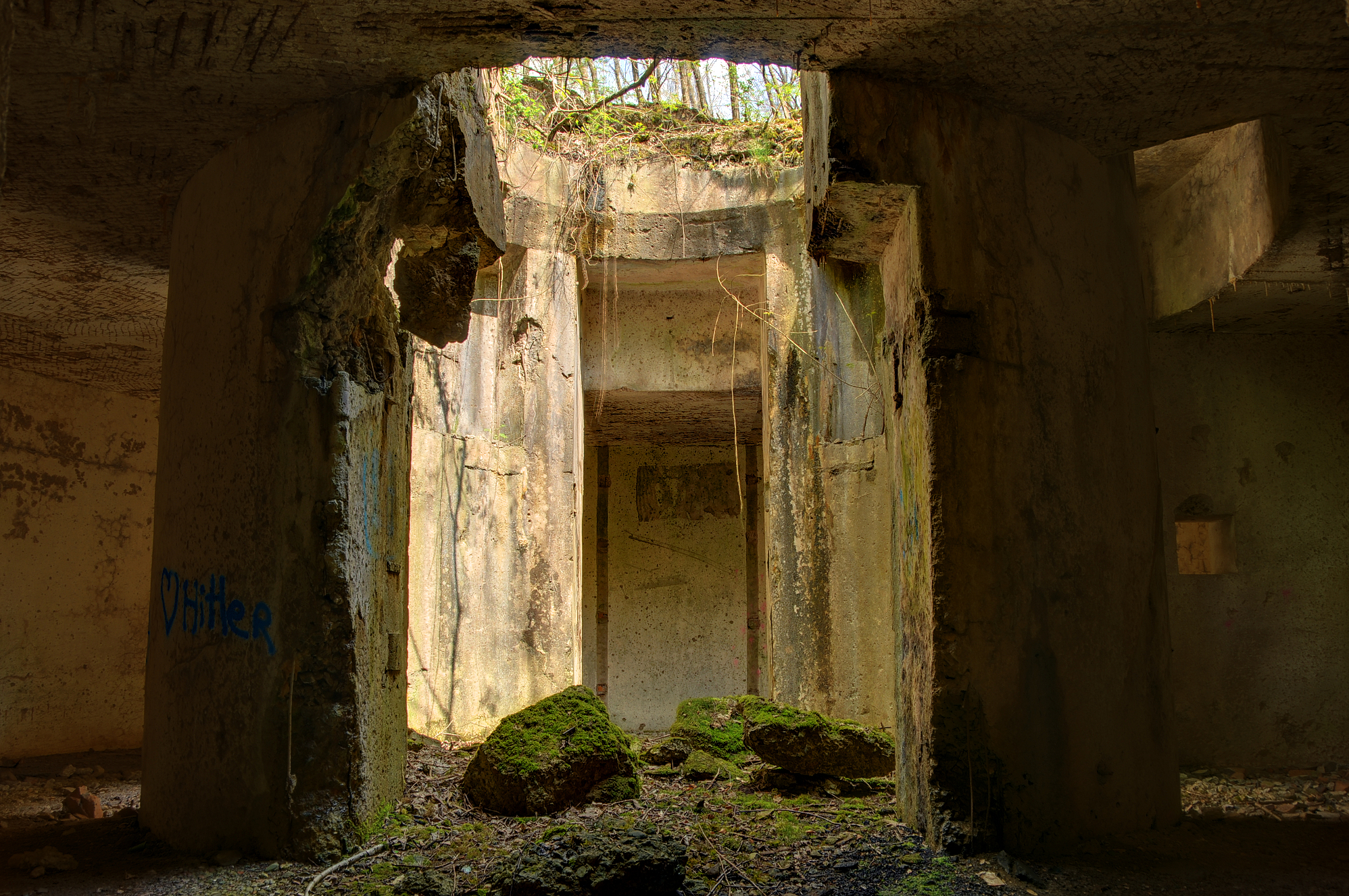
Le puits de la tourelle de 155R.
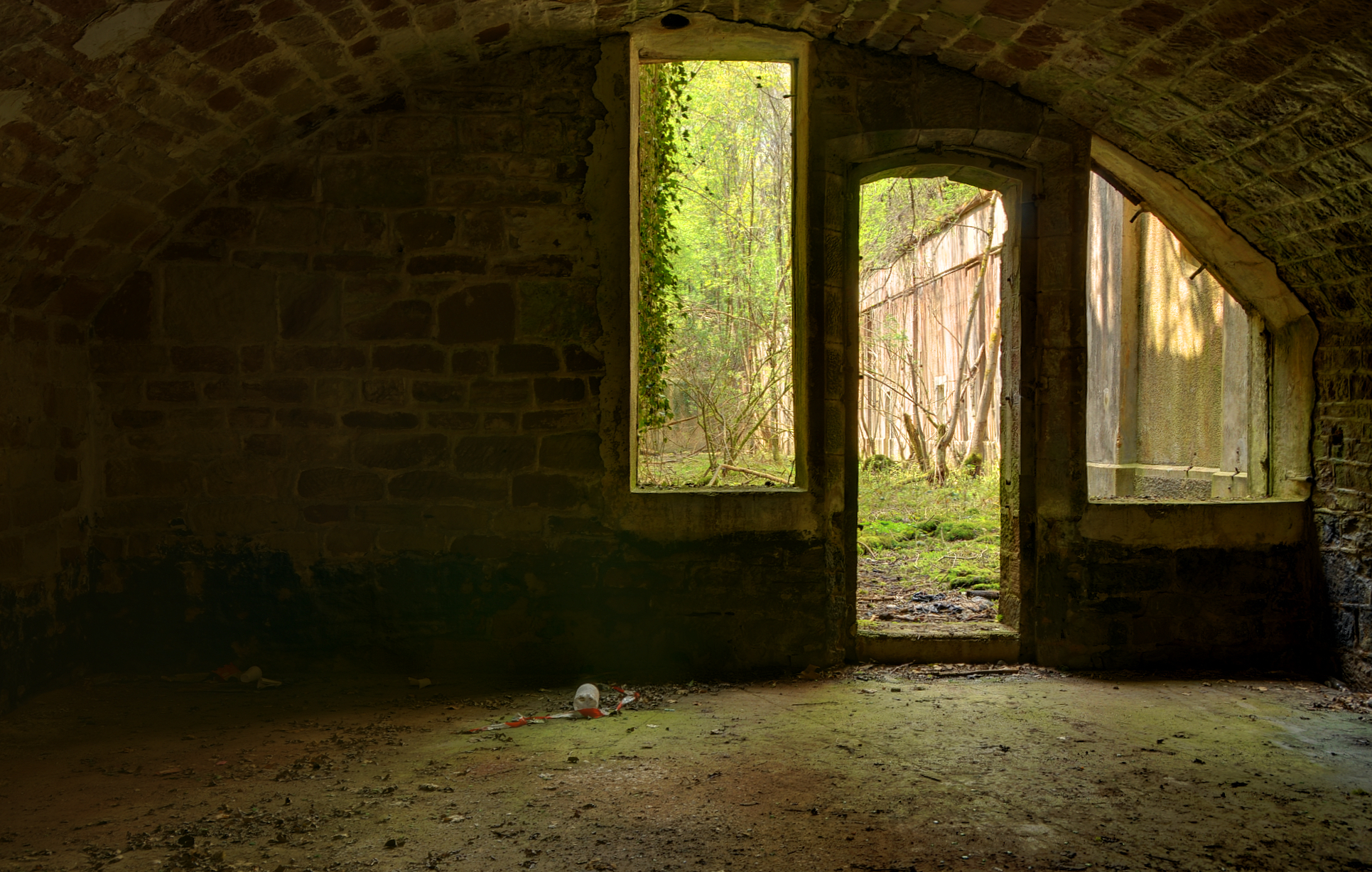
Dans le casernement de paix, à proximité du casernement de guerre.
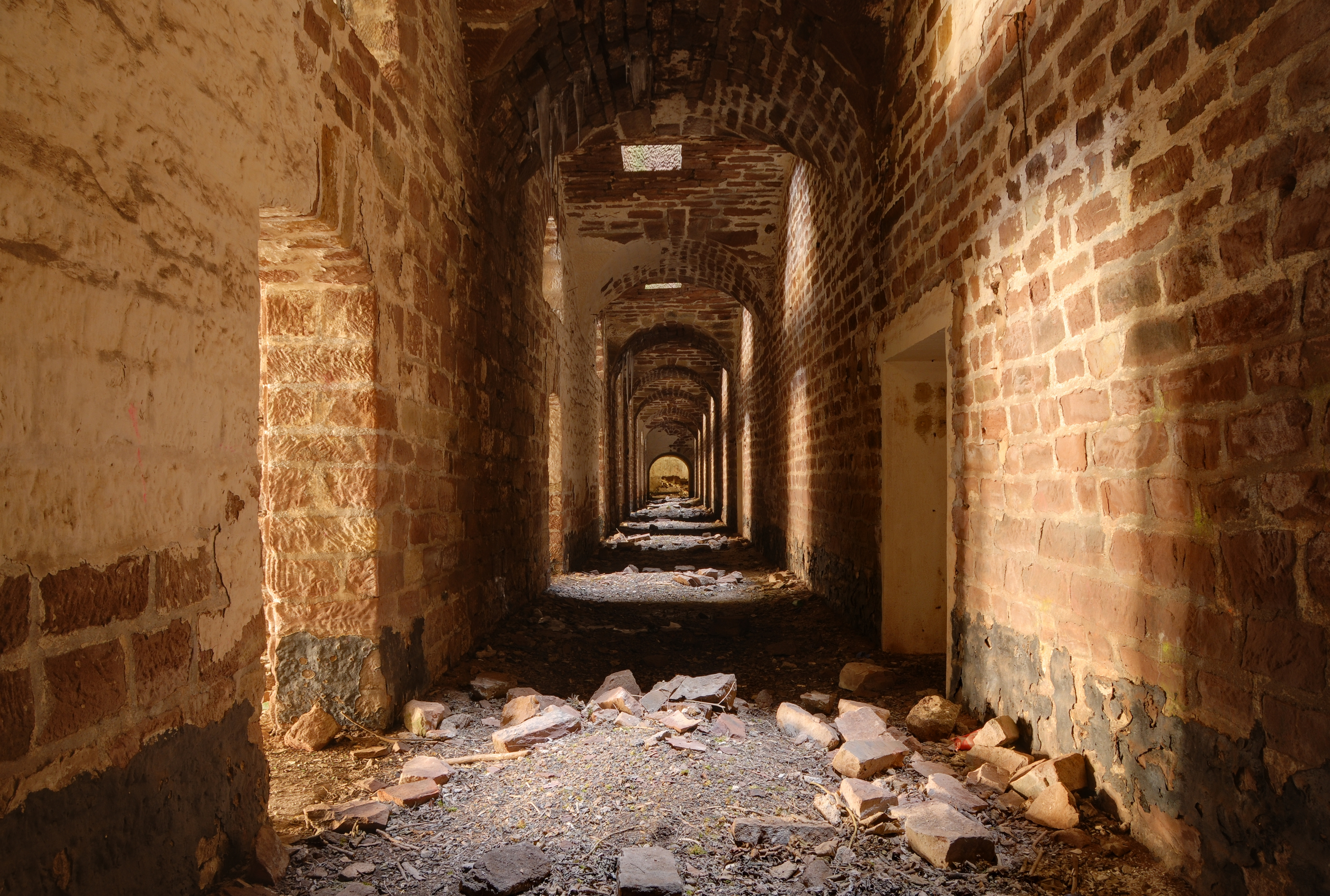
Couloir circulant à l'arrière des chambrées du casernement de paix.
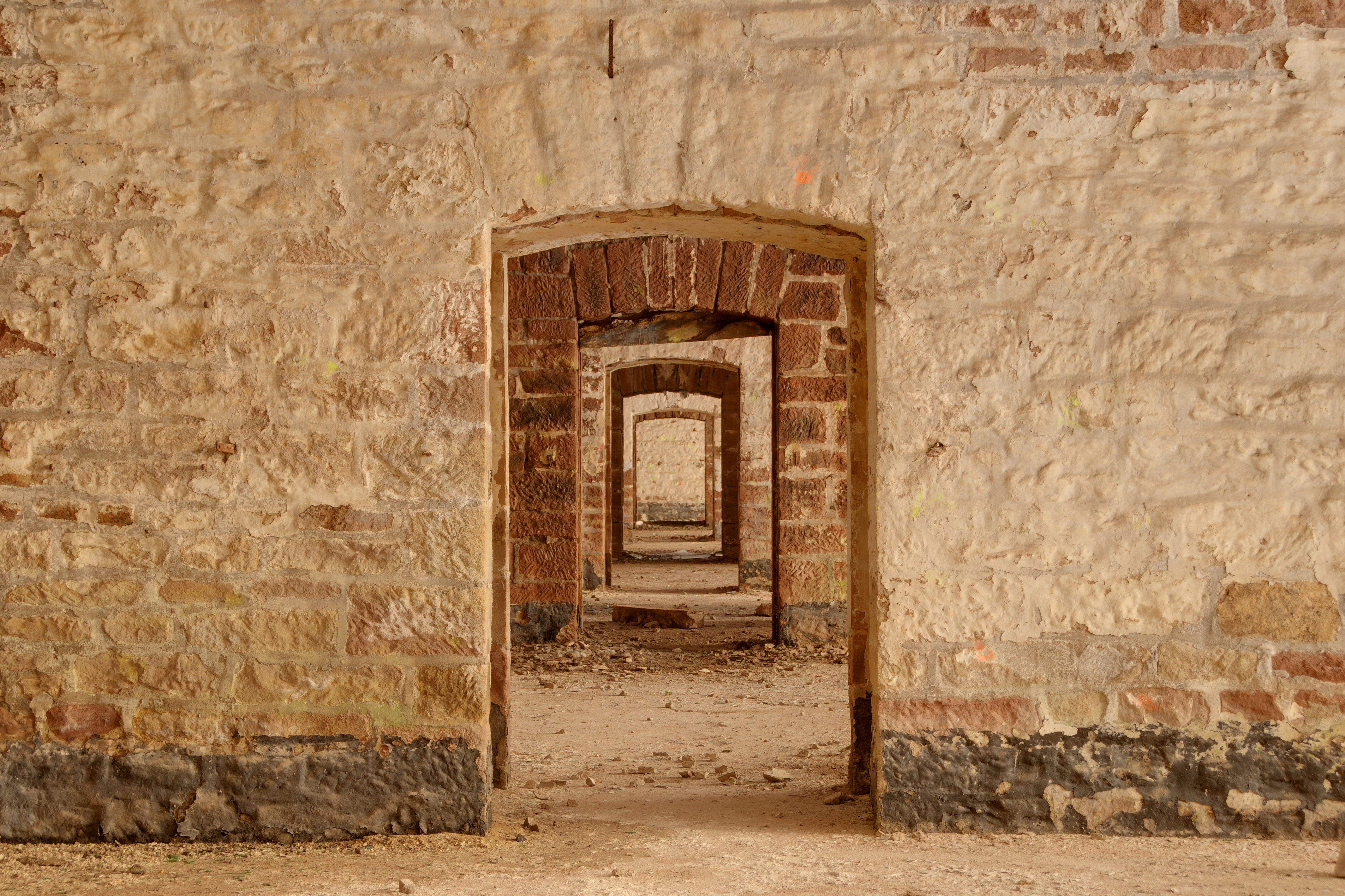
Couloir dans les chambrées du casernement de paix.
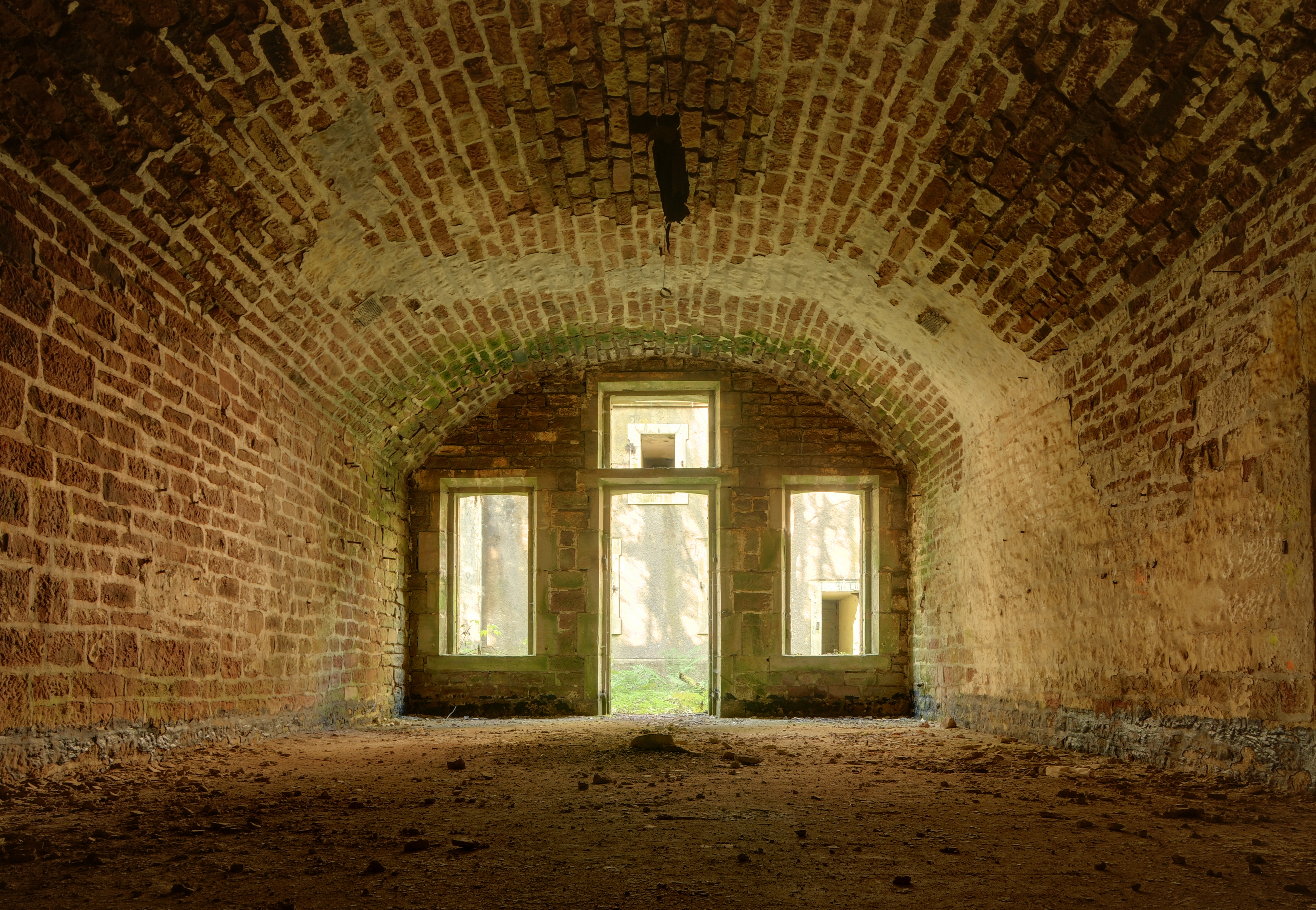
Chambrée dans le casernement de paix.
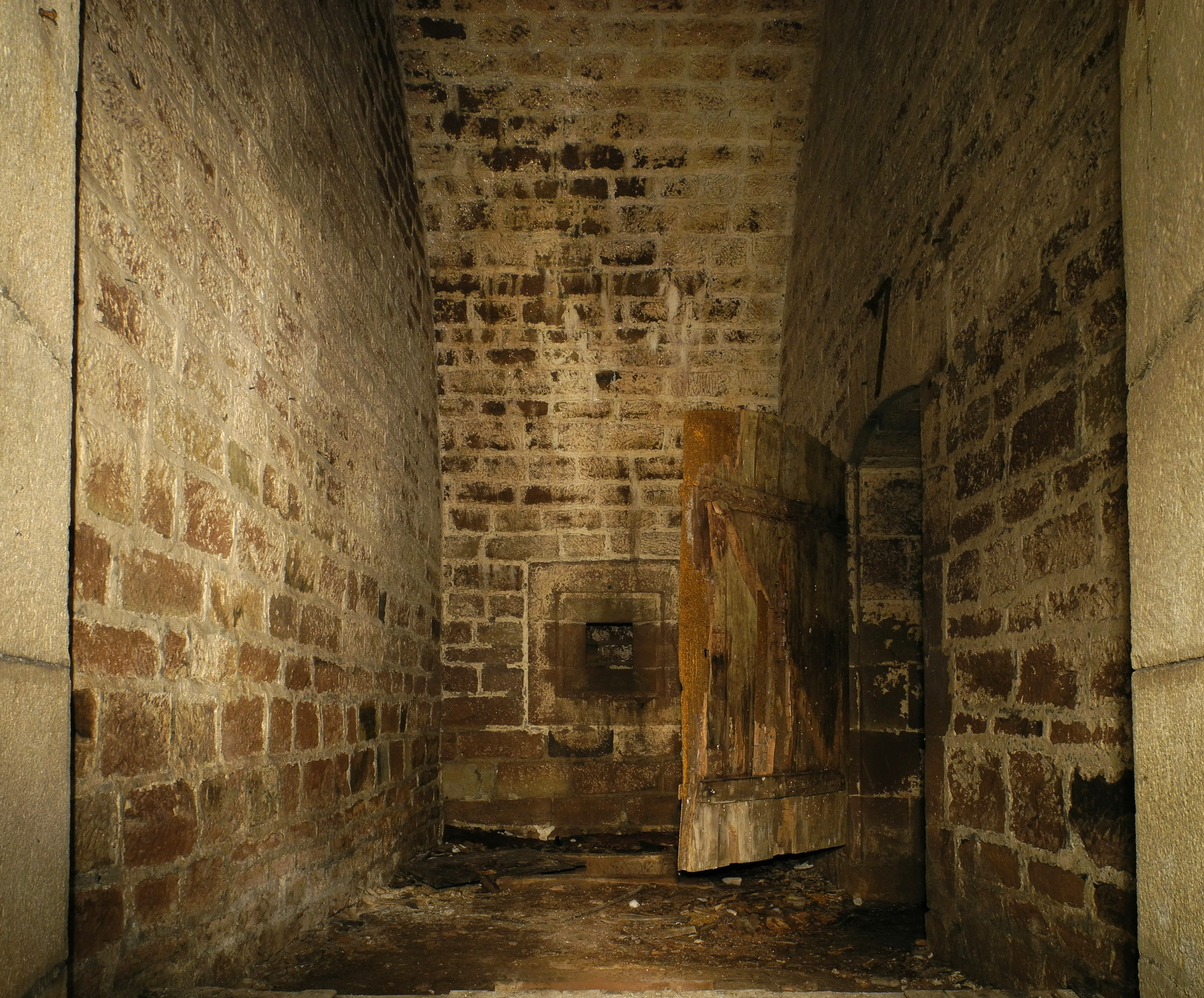
Vestibule du petit magasin à poudre.
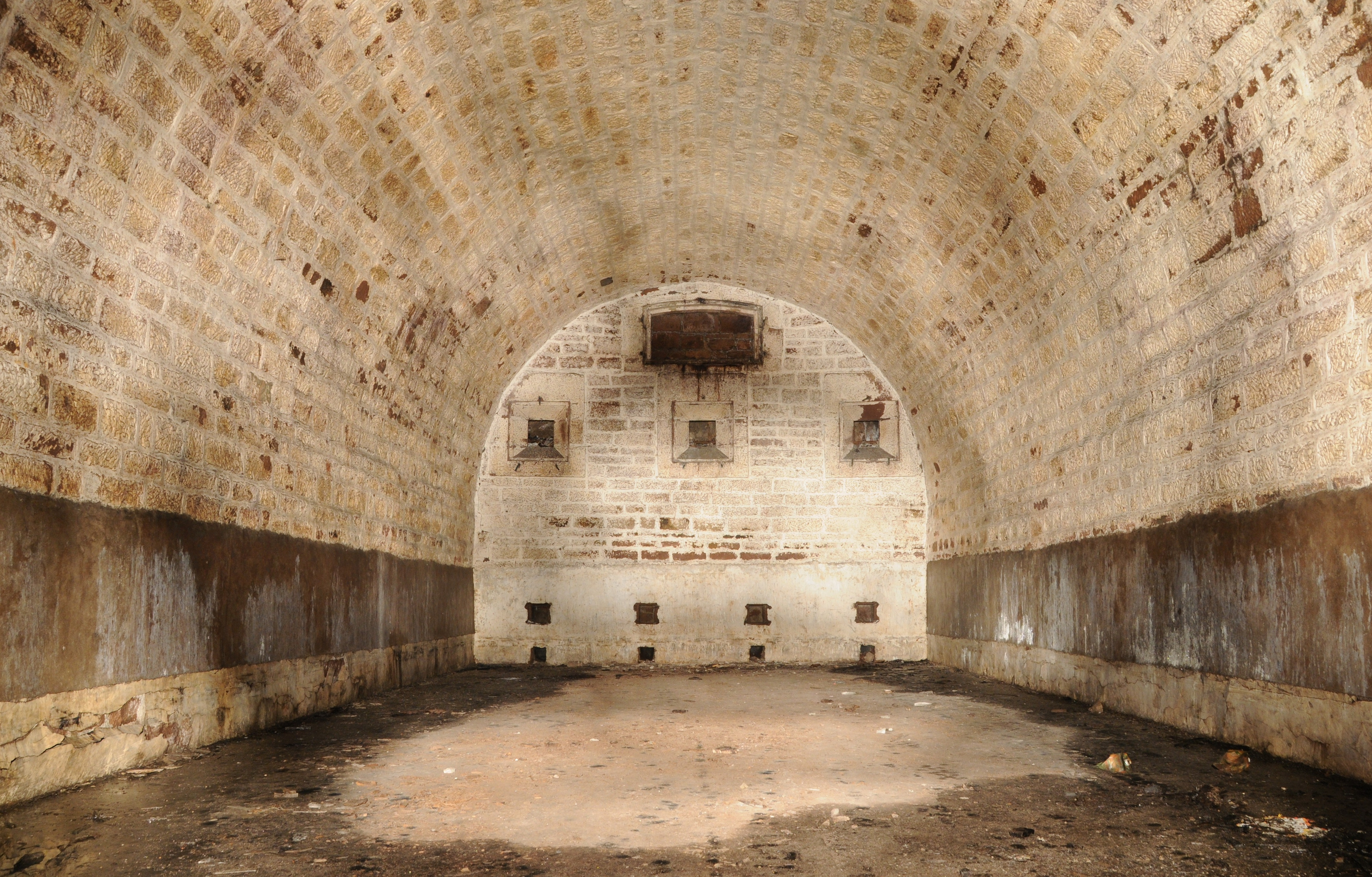
Le petit magasin à poudre.
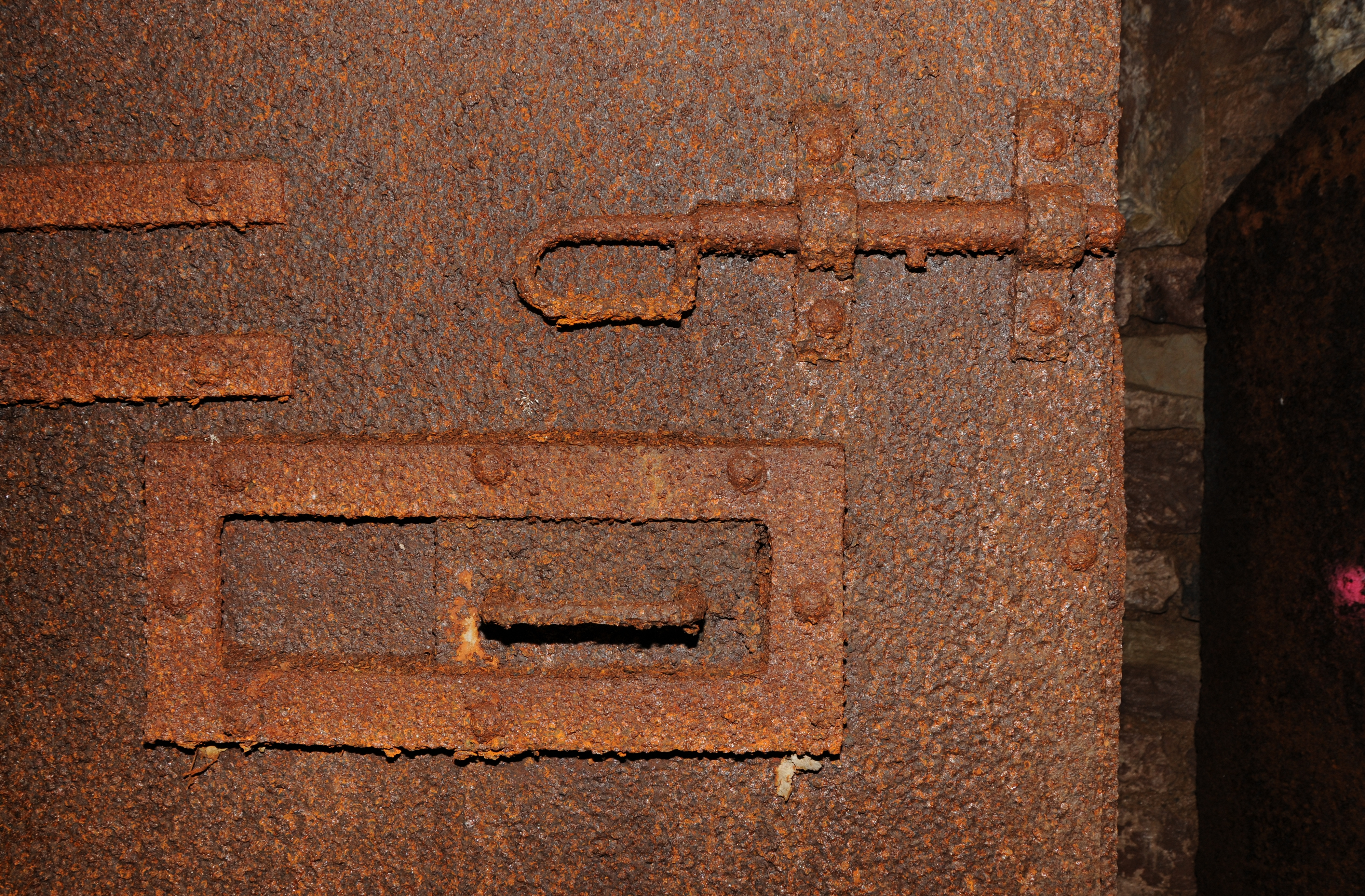
Détail d'une des portes blindées fermant le couloir permettant d'accéder au coffre de contrescarpe double de saillant III (N.E.).
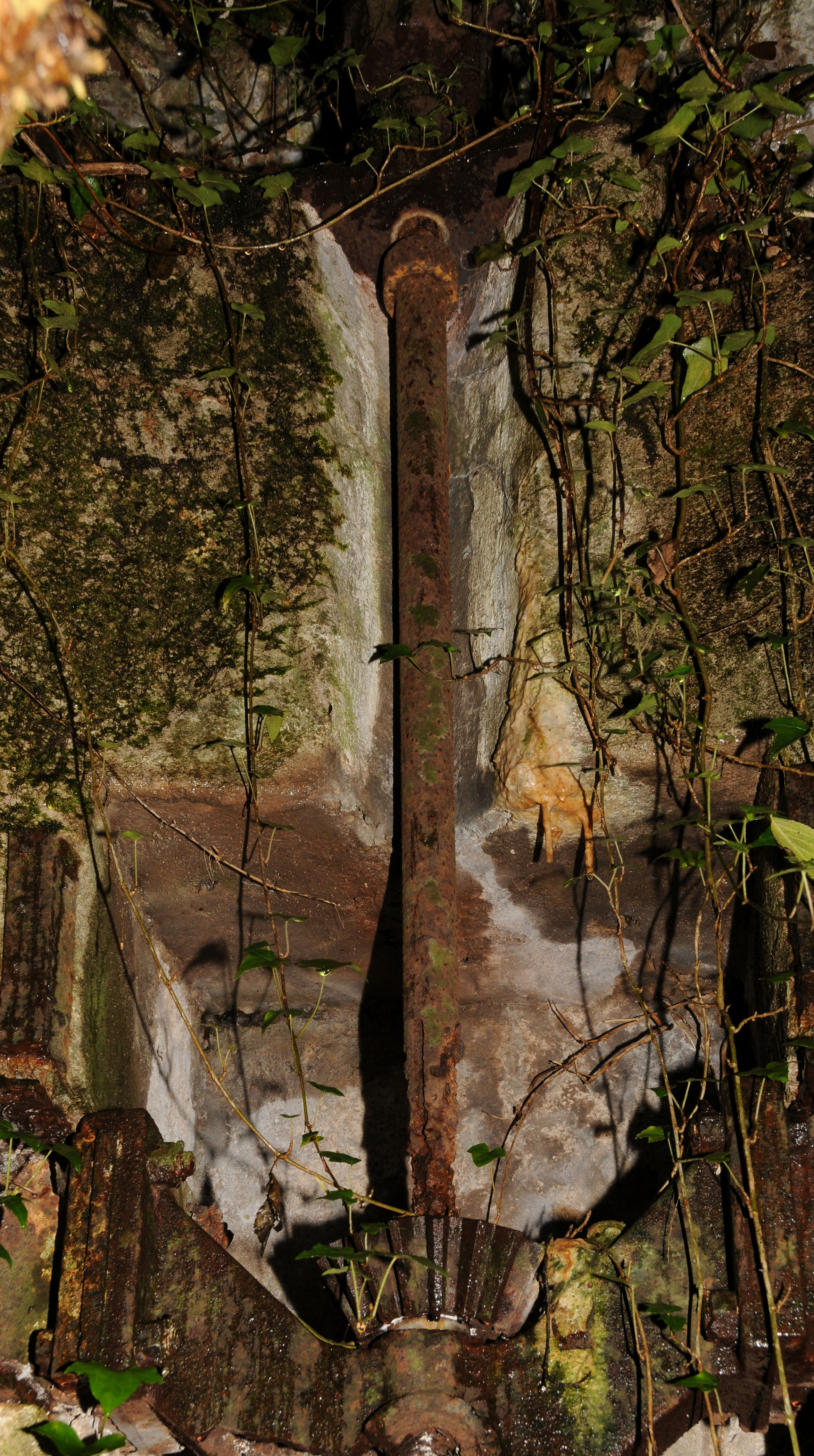
Vestige métallique de la tourelle de mitrailleuse Nord-Est.
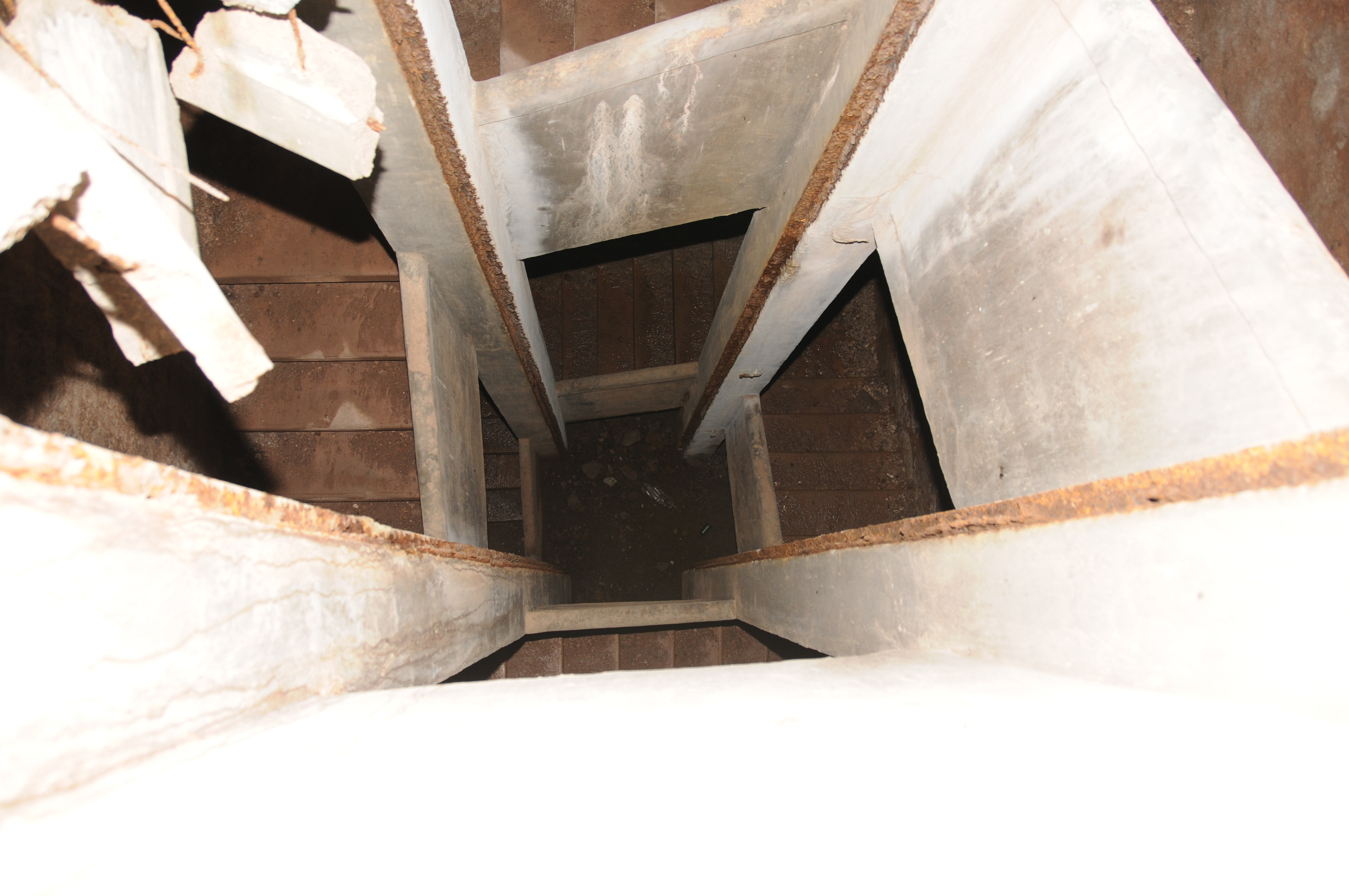
Cage d'escalier d'accès au coffre de contrescarpe double nord-est (saillant III).
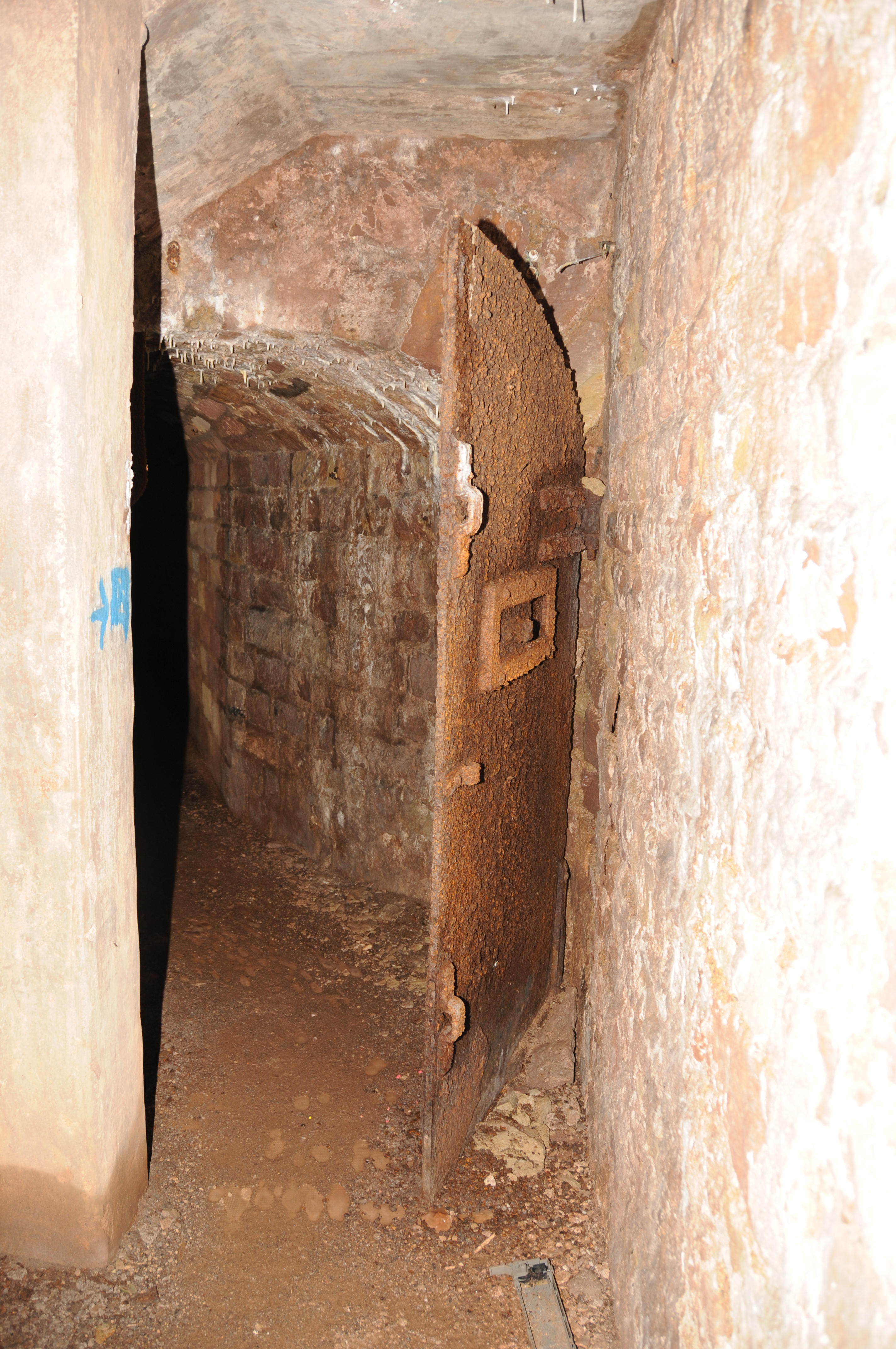
Accès au coffre de contrescarpe double nord-est (saillant III). Des portes blindées ont été installées à l'entrée de chaque galerie passant sous le fossé et menant à un coffre de contrescarpe.
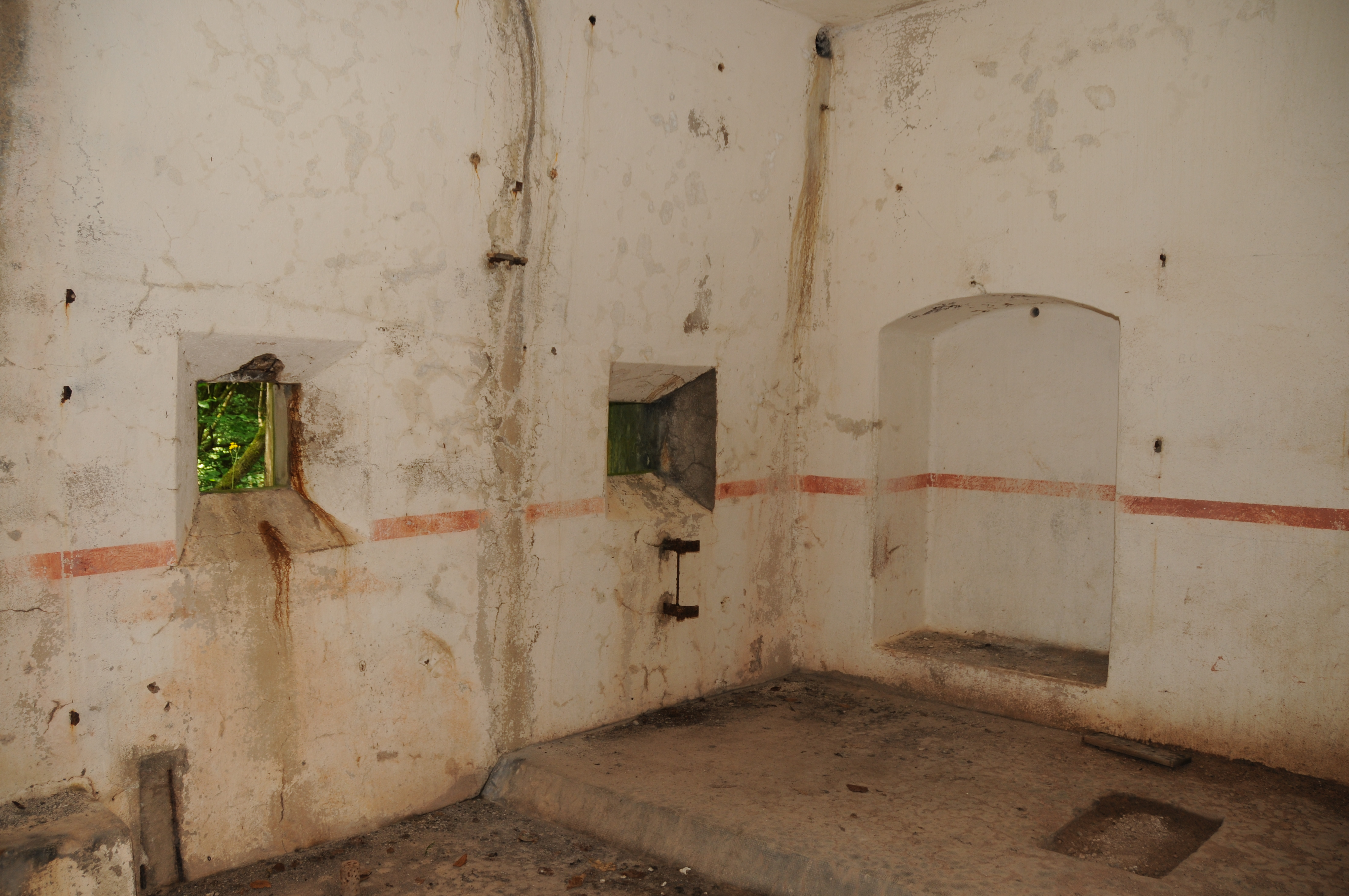
Dans le coffre de contrescarpe double nord-est.
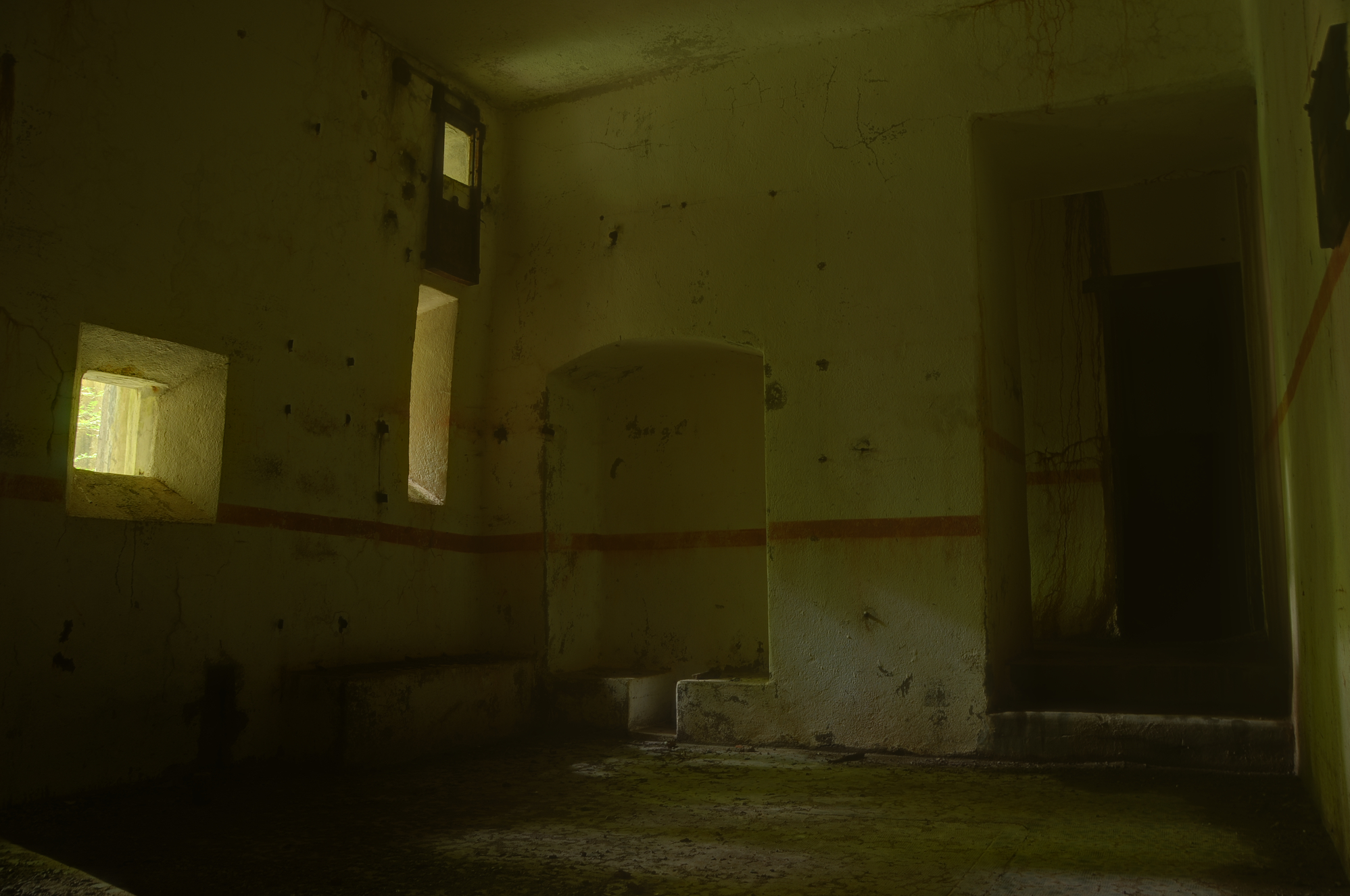
Dans le coffre de contrescarpe double nord-est.
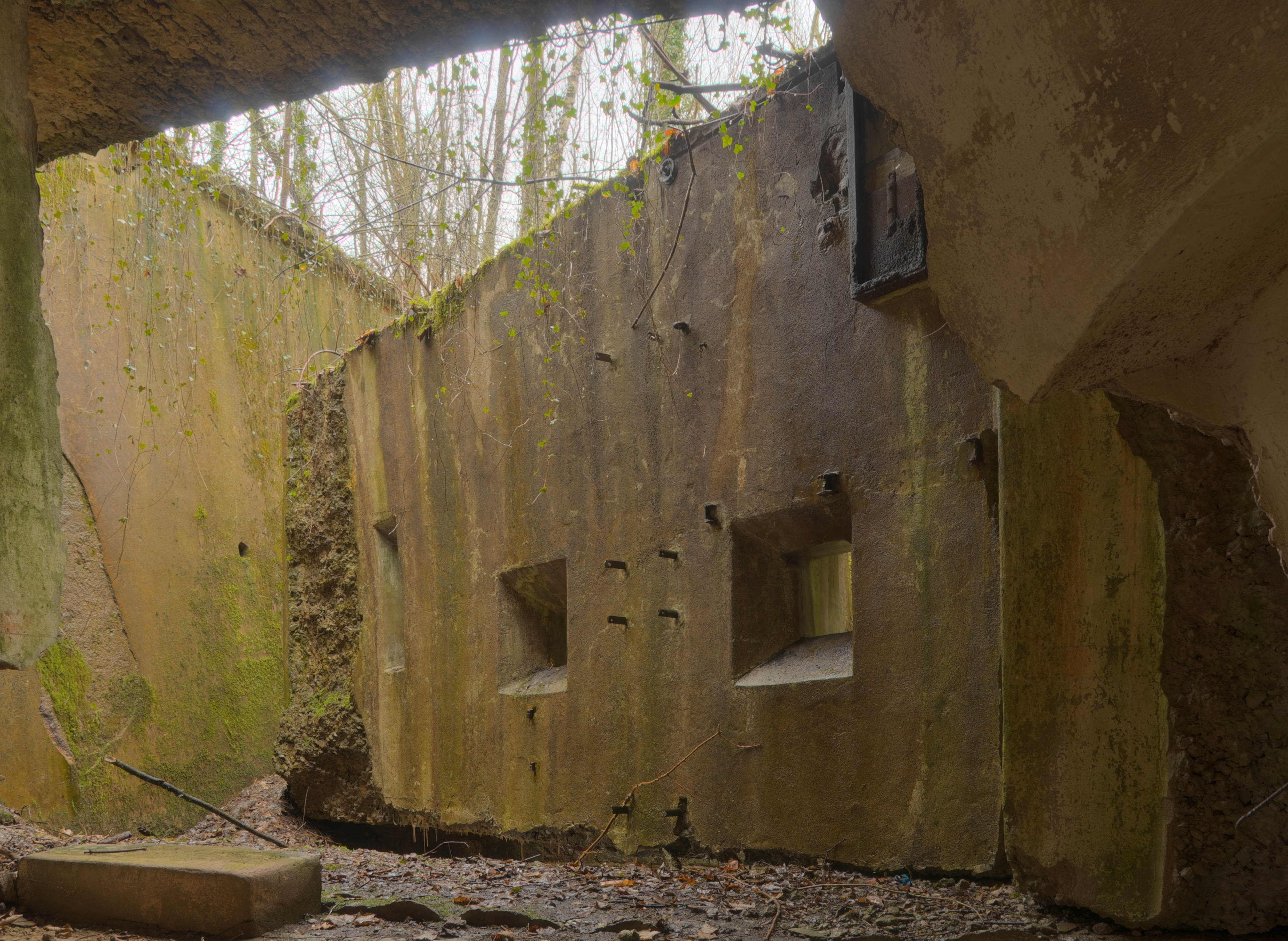
Dans l'entre-deux-guerres, le coffre de contrescarpe de saillant IV (Sud-Est) a explosé et sa façade s'est ouverte littéralement comme une porte.
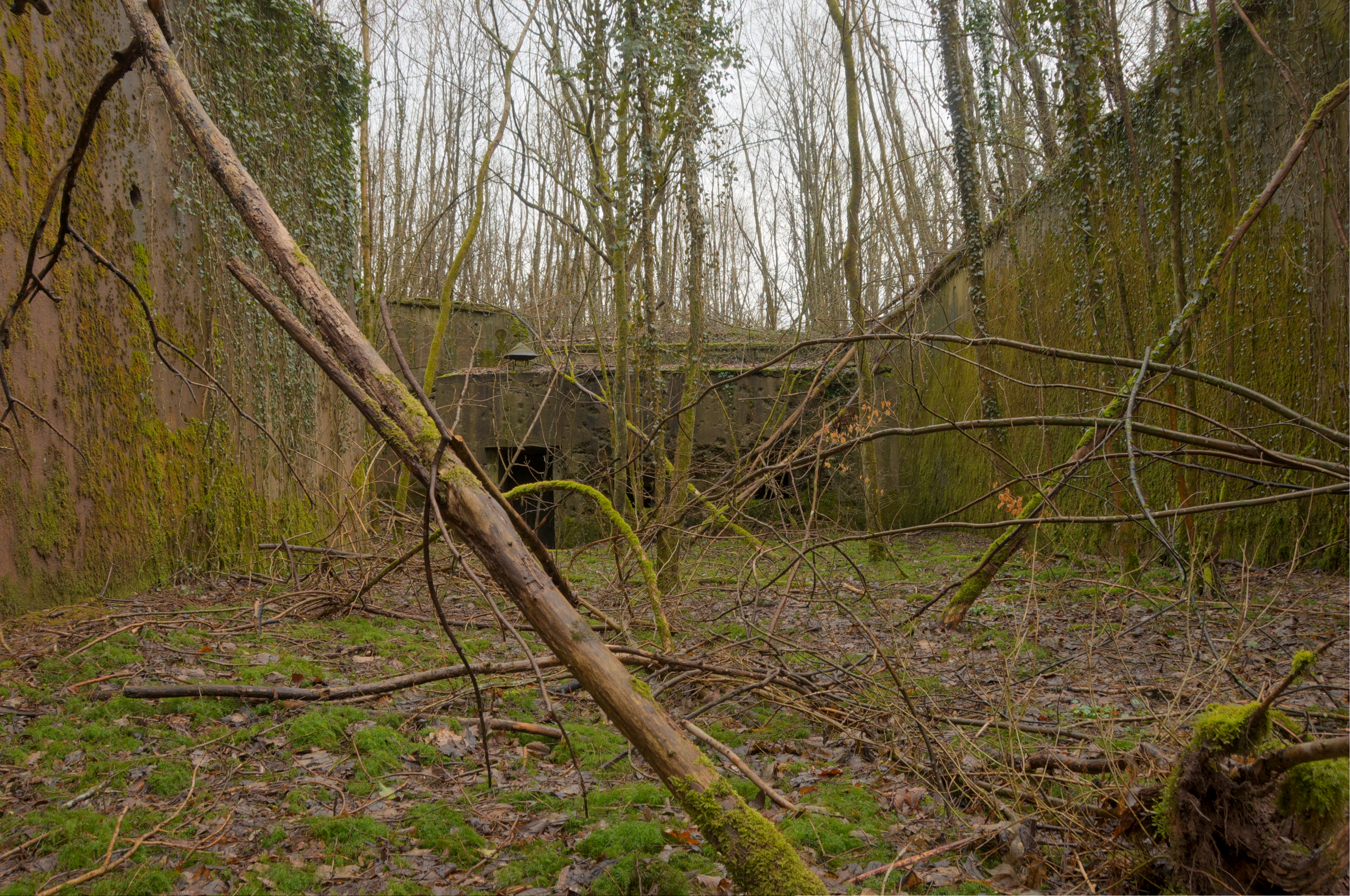
Pour cette raison, on a construit une casemate de défense en avant du coffre explosé. Cette casemate est reliée aux réseau de galeries de 17 via un puits à échelons, aujourd'hui condamné.

### L'abri-caverne

Plan de l'abri-caverne.

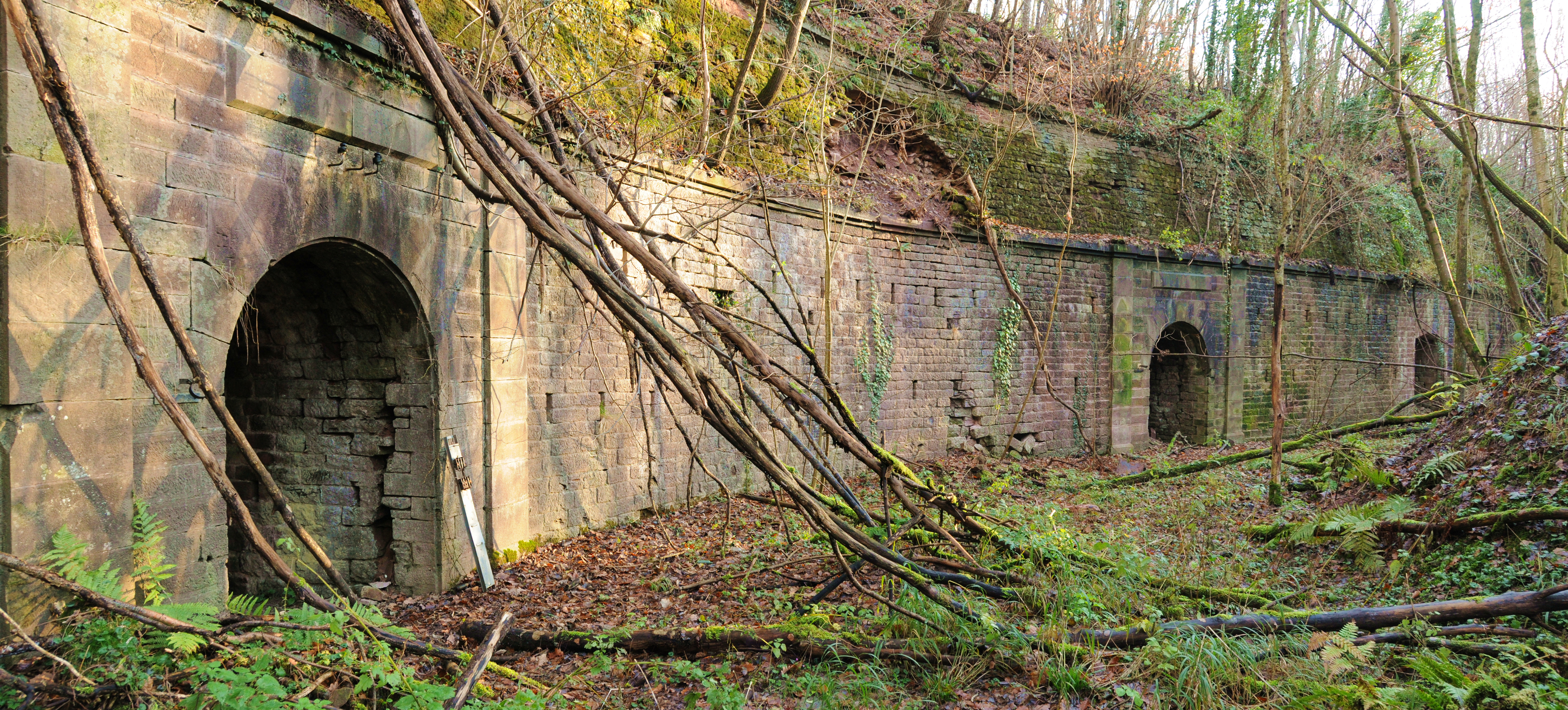
Entrées de l'abri-caverne.
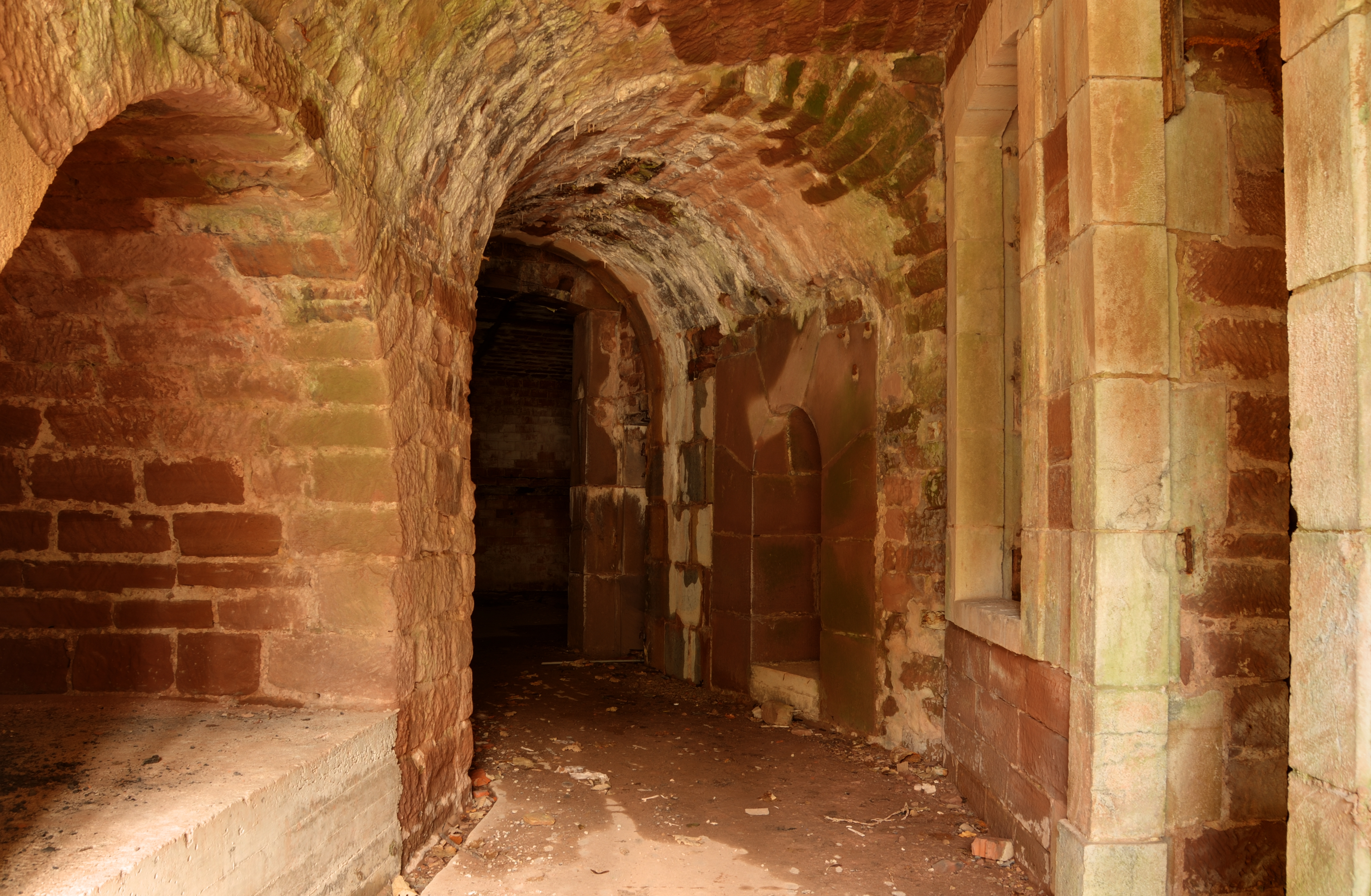
Une des entrées de l'abri-caverne. À gauche, se trouve un puits, aujourd'hui condamné. À droite, se trouvent les cuisines de l'abri-caverne.
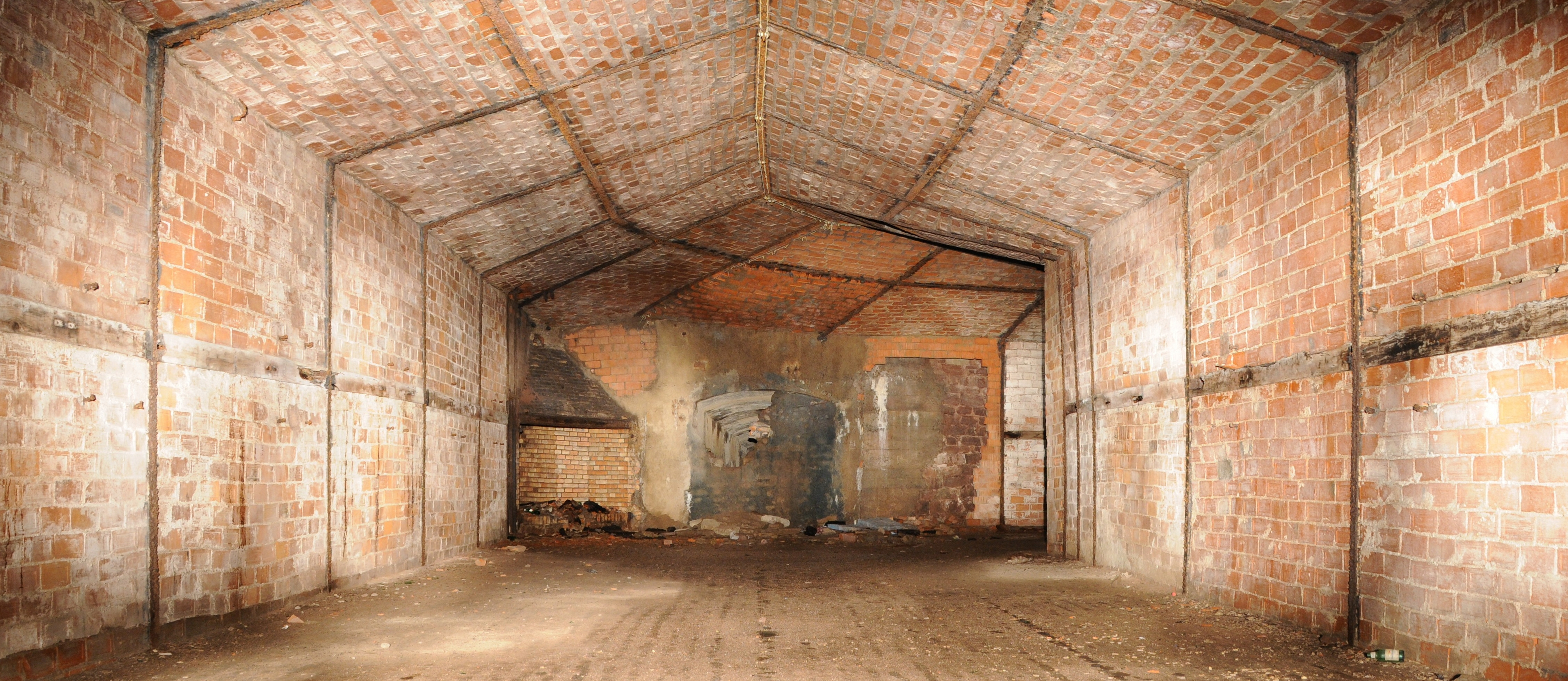
Dans l'abri-caverne.
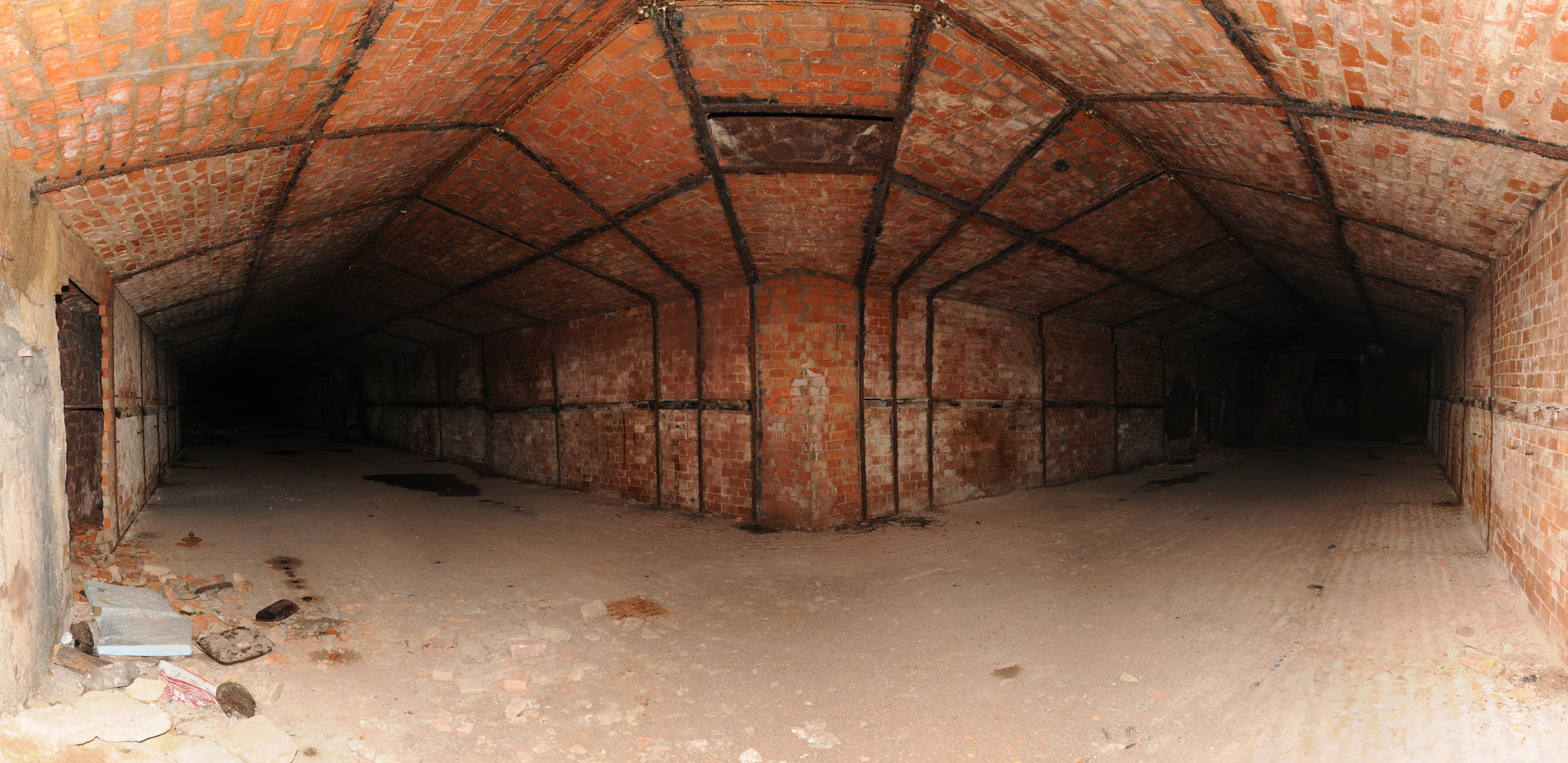
Dans l'abri-caverne.
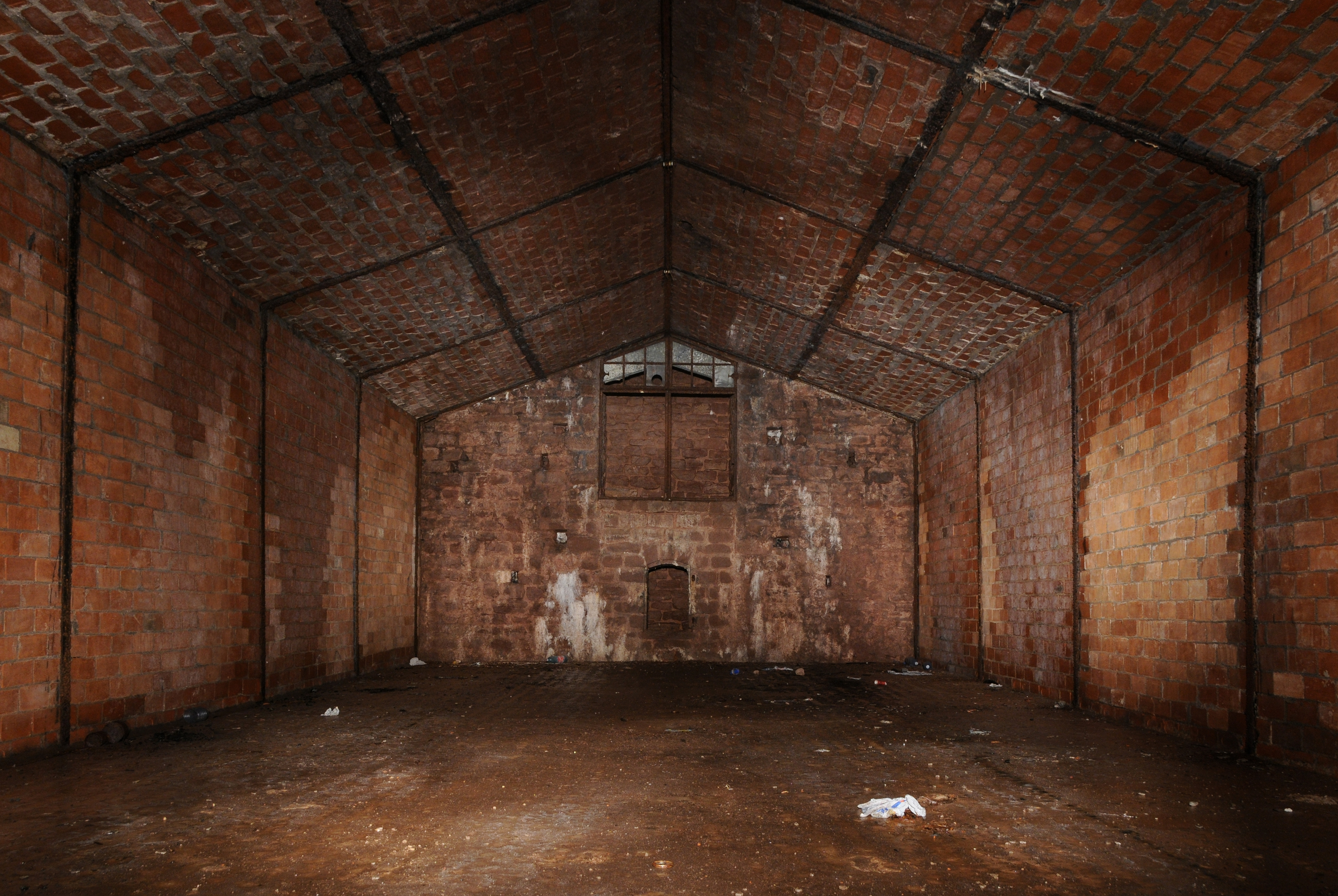
Dans le magasin à vivres de l'abri-caverne.
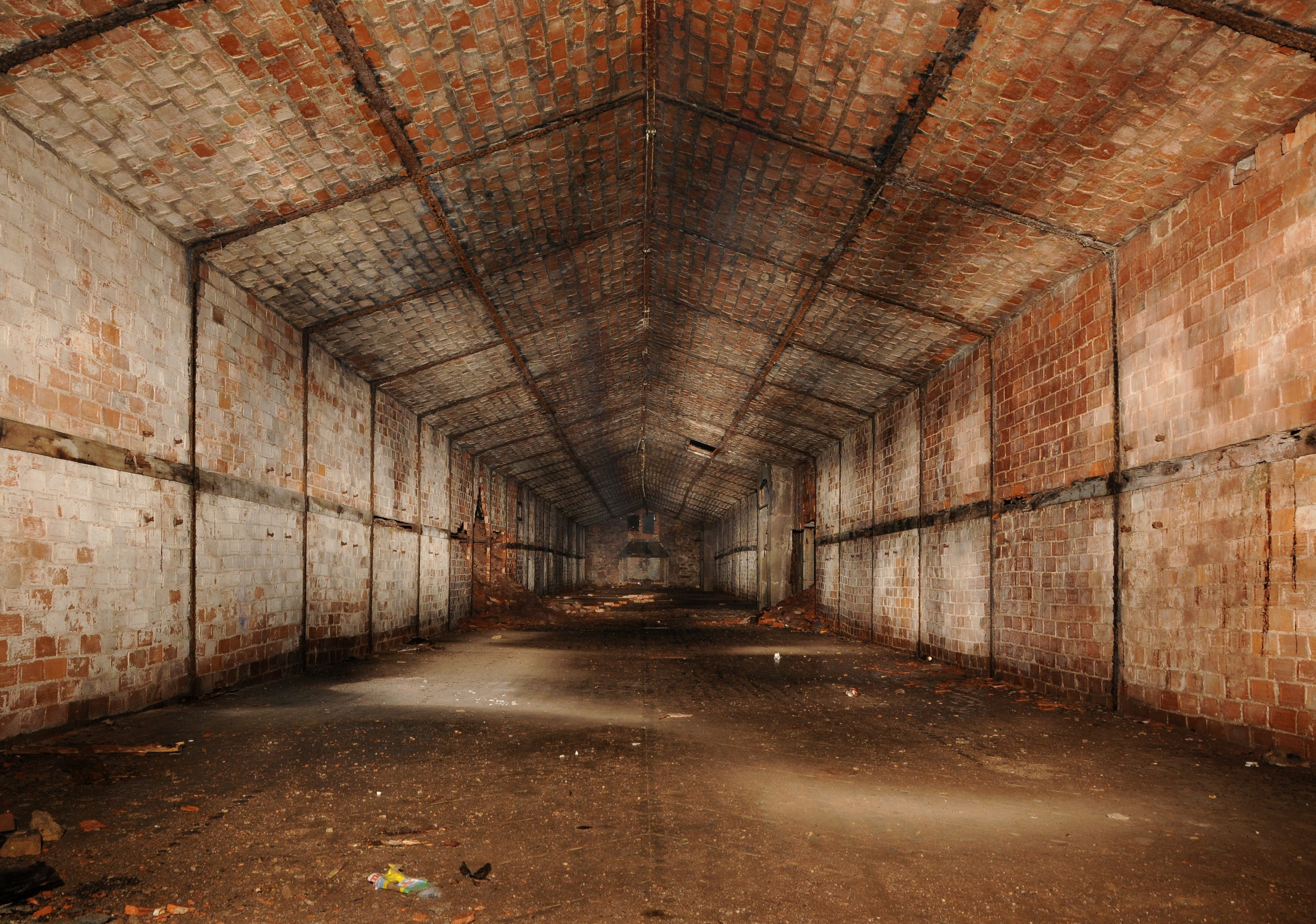
La plus grande partie de l'abri-caverne.
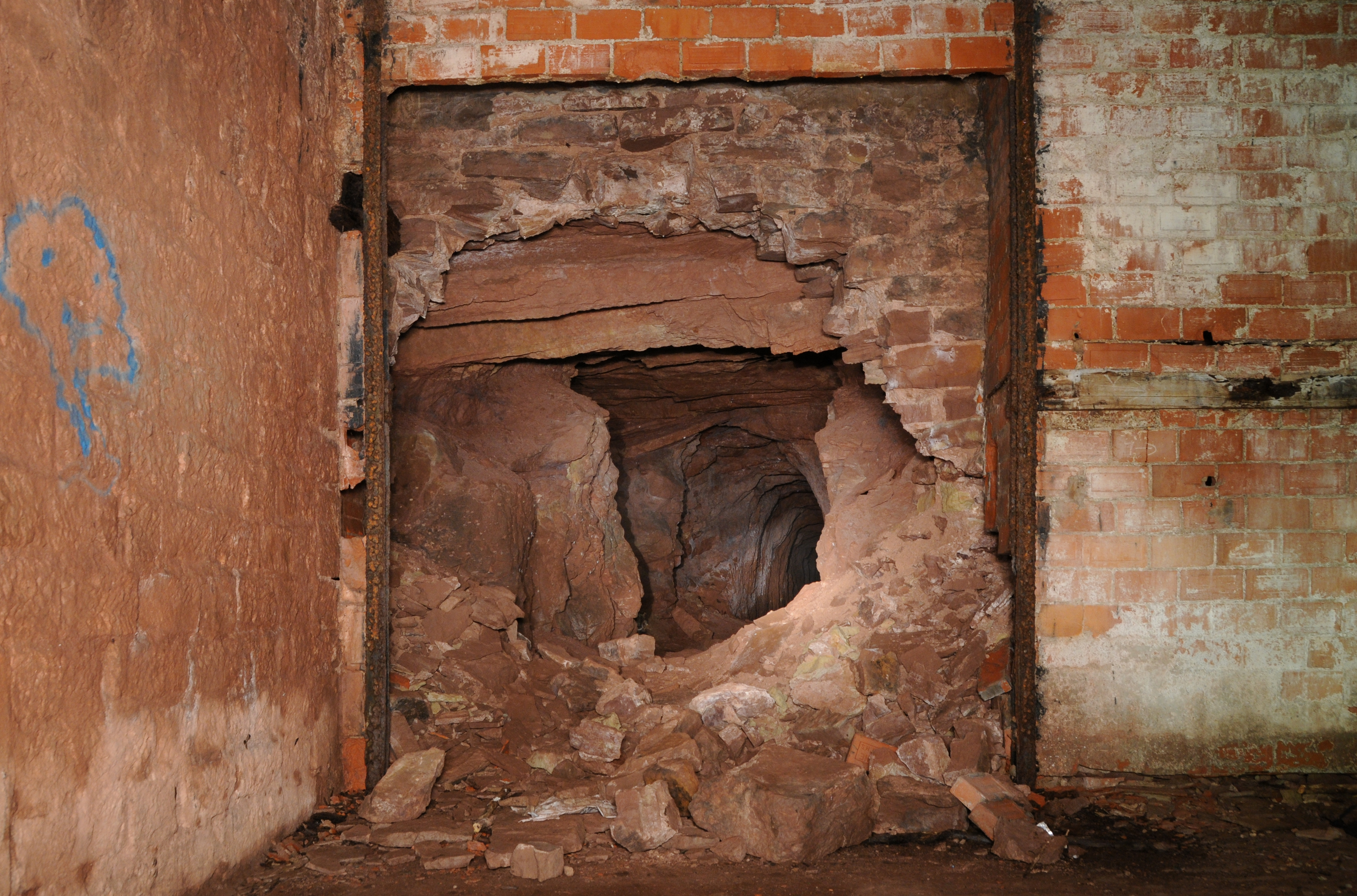
Galerie souterraine non bétonnée menant à un abri de piquet non terminé.
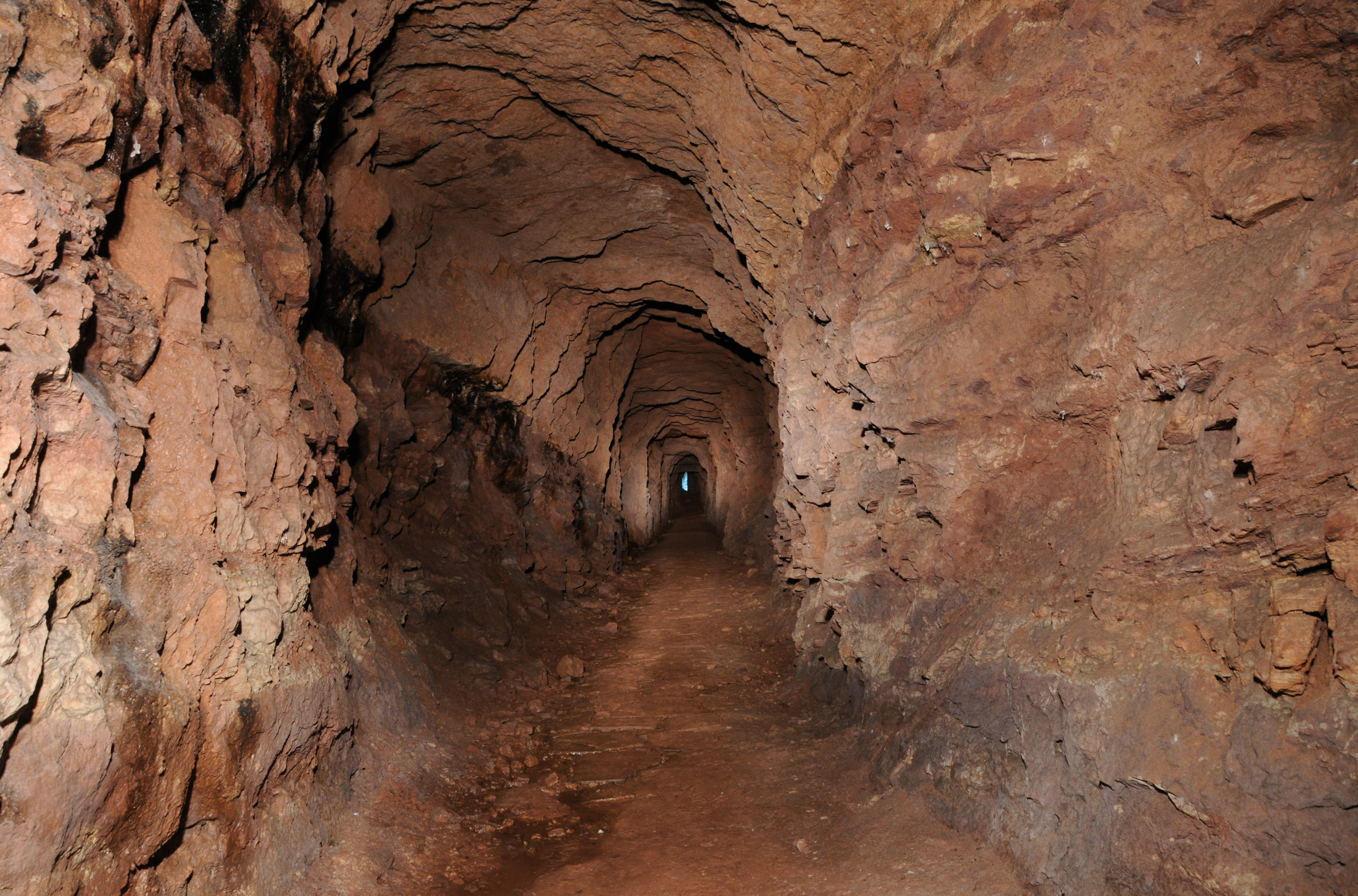
Dans la galerie sous roc (souterraine) partant de l'abri-caverne.
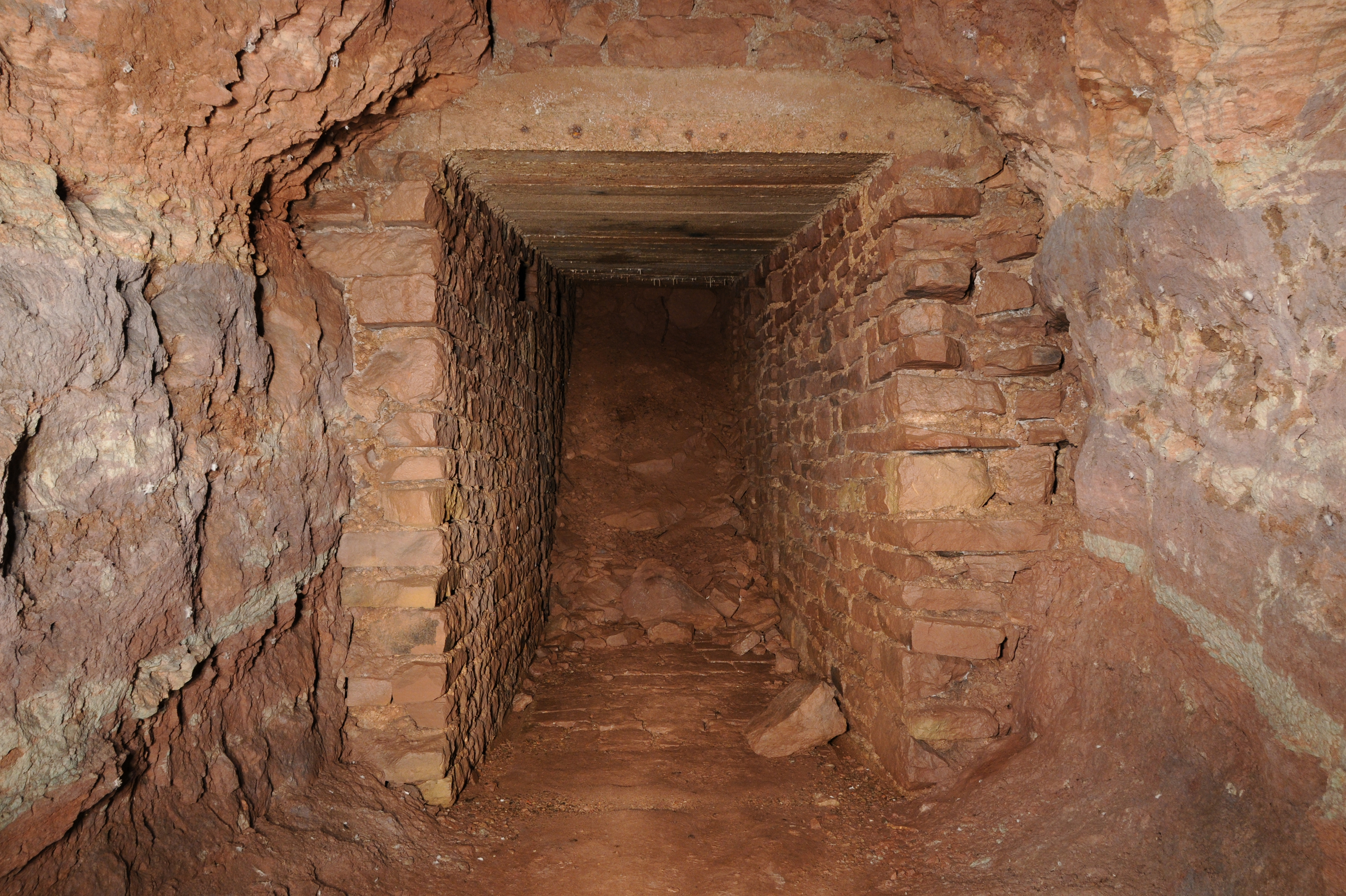
Abri de piquet non terminé.
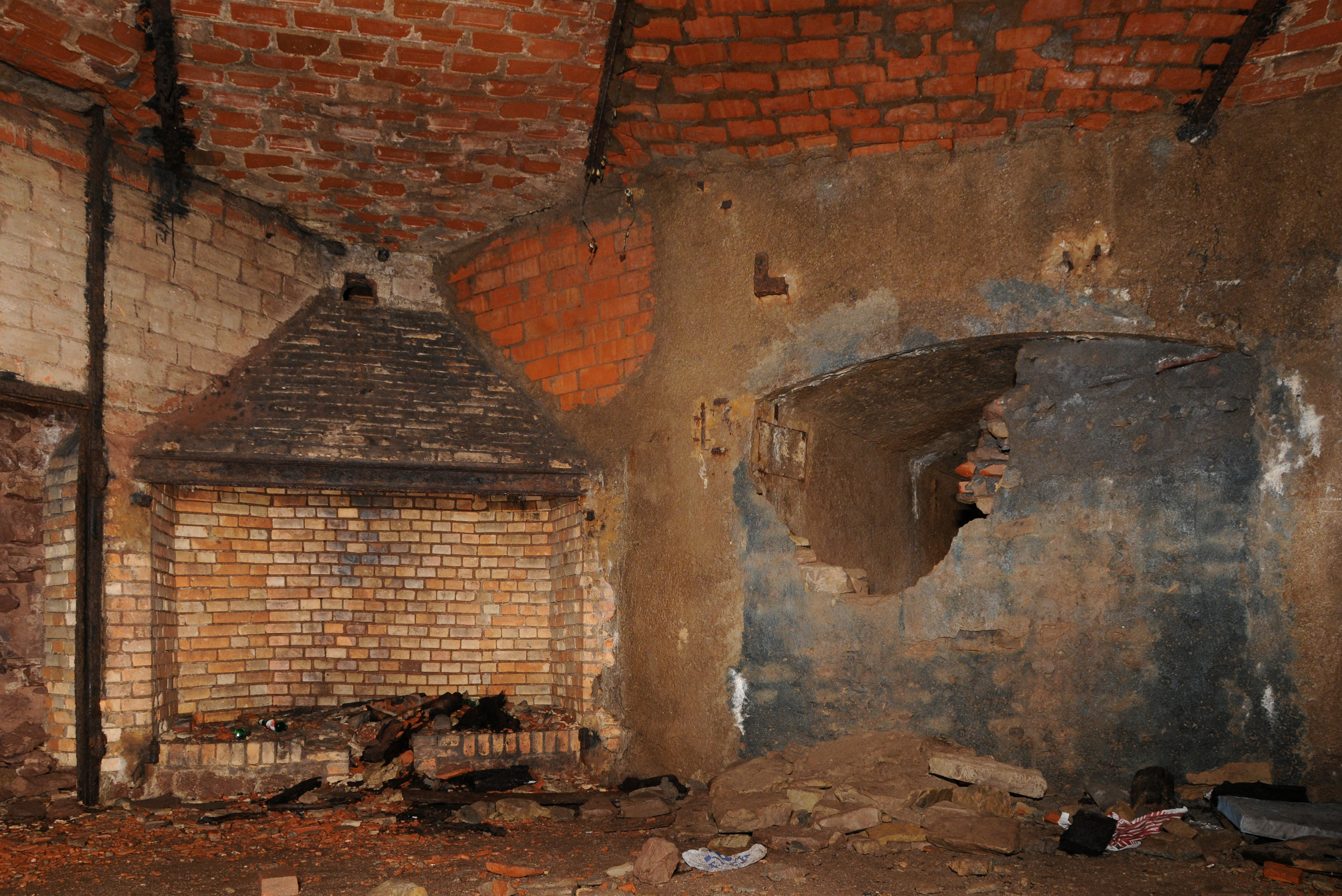
Âtre et galerie bétonnée.
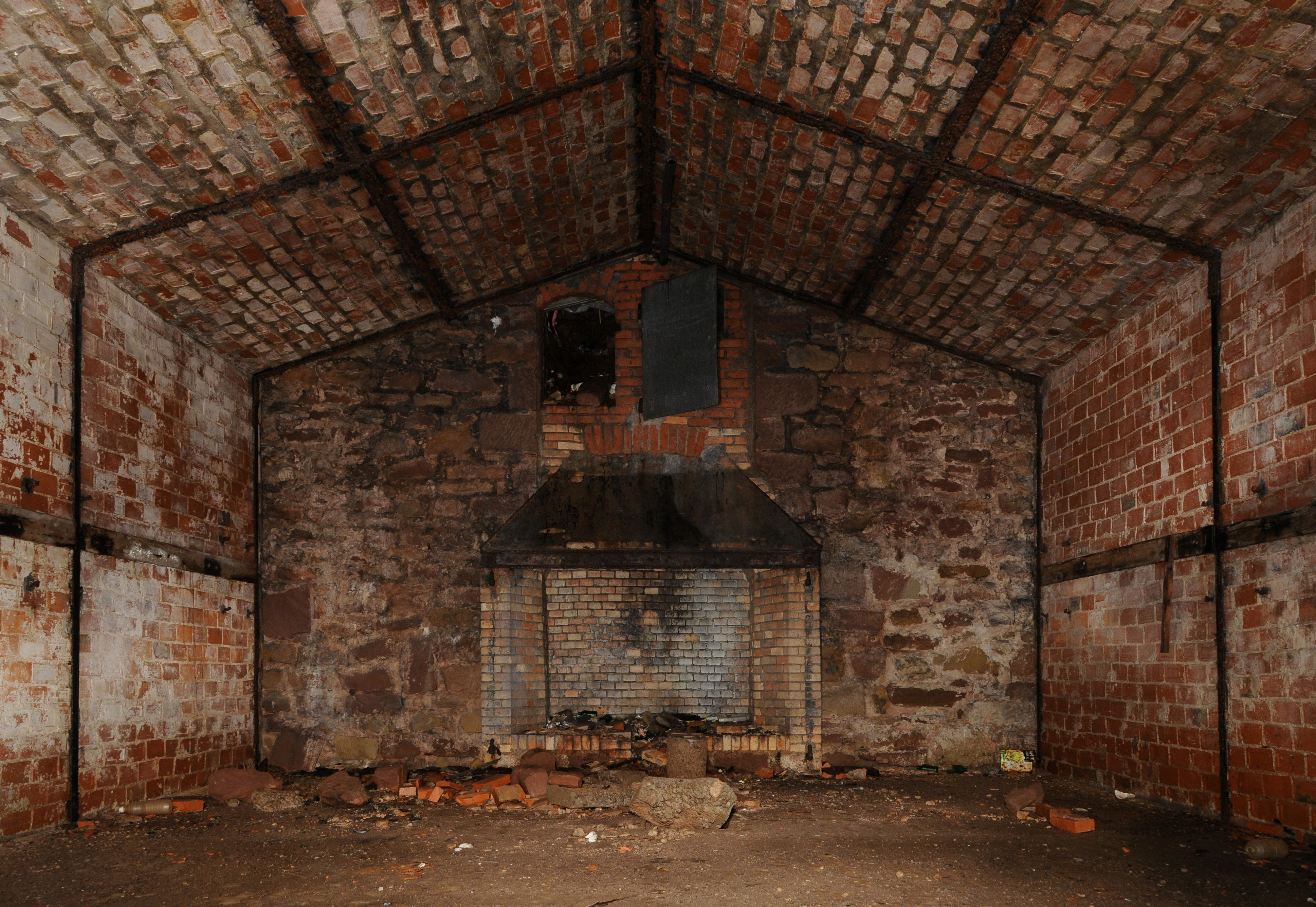
Âtre situé au fond de l'abri-caverne.
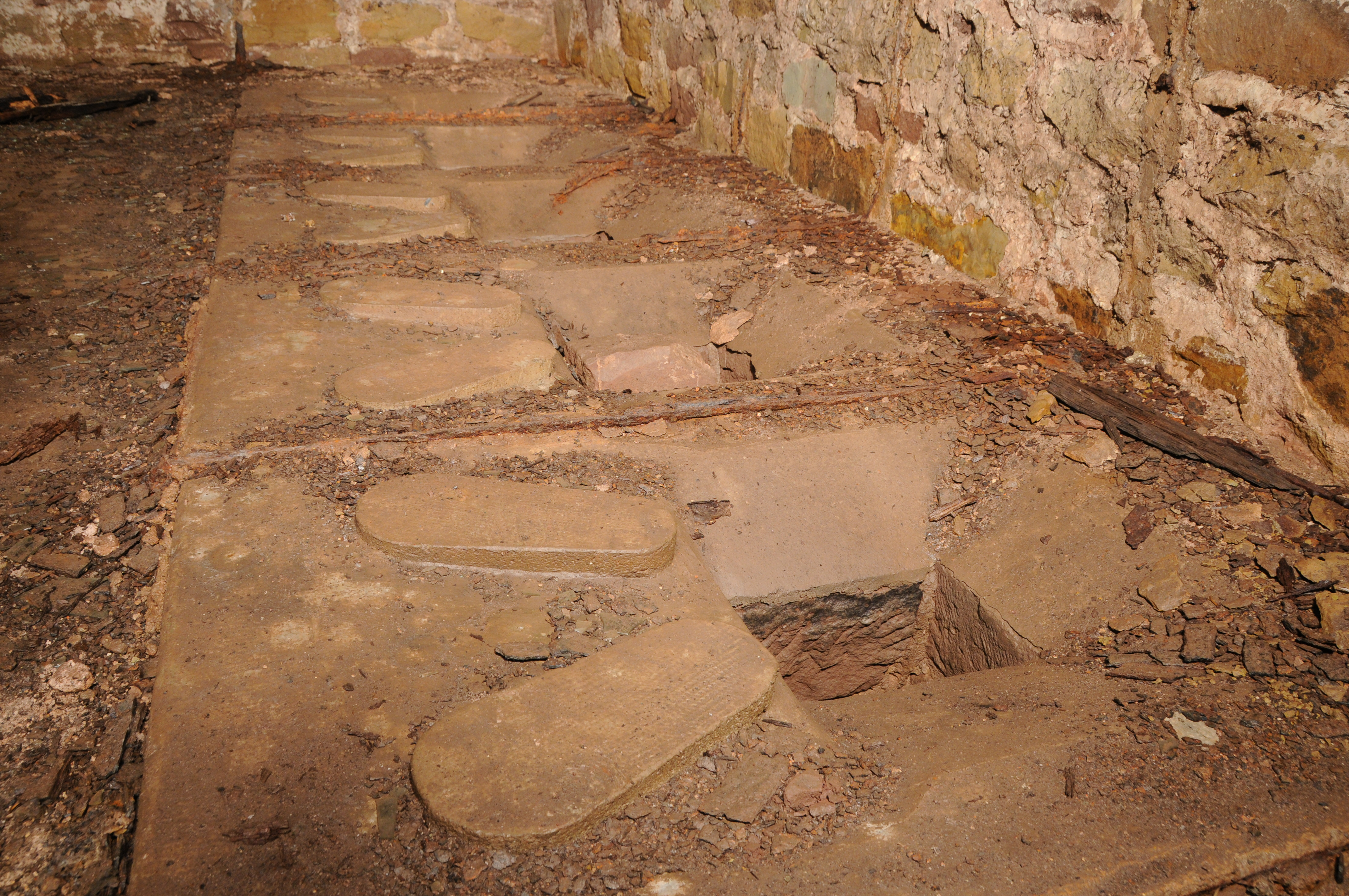
Les latrines de l'abri-caverne.

### Le réseau de galeries de 17

Plan du réseau de galeries souterraines.

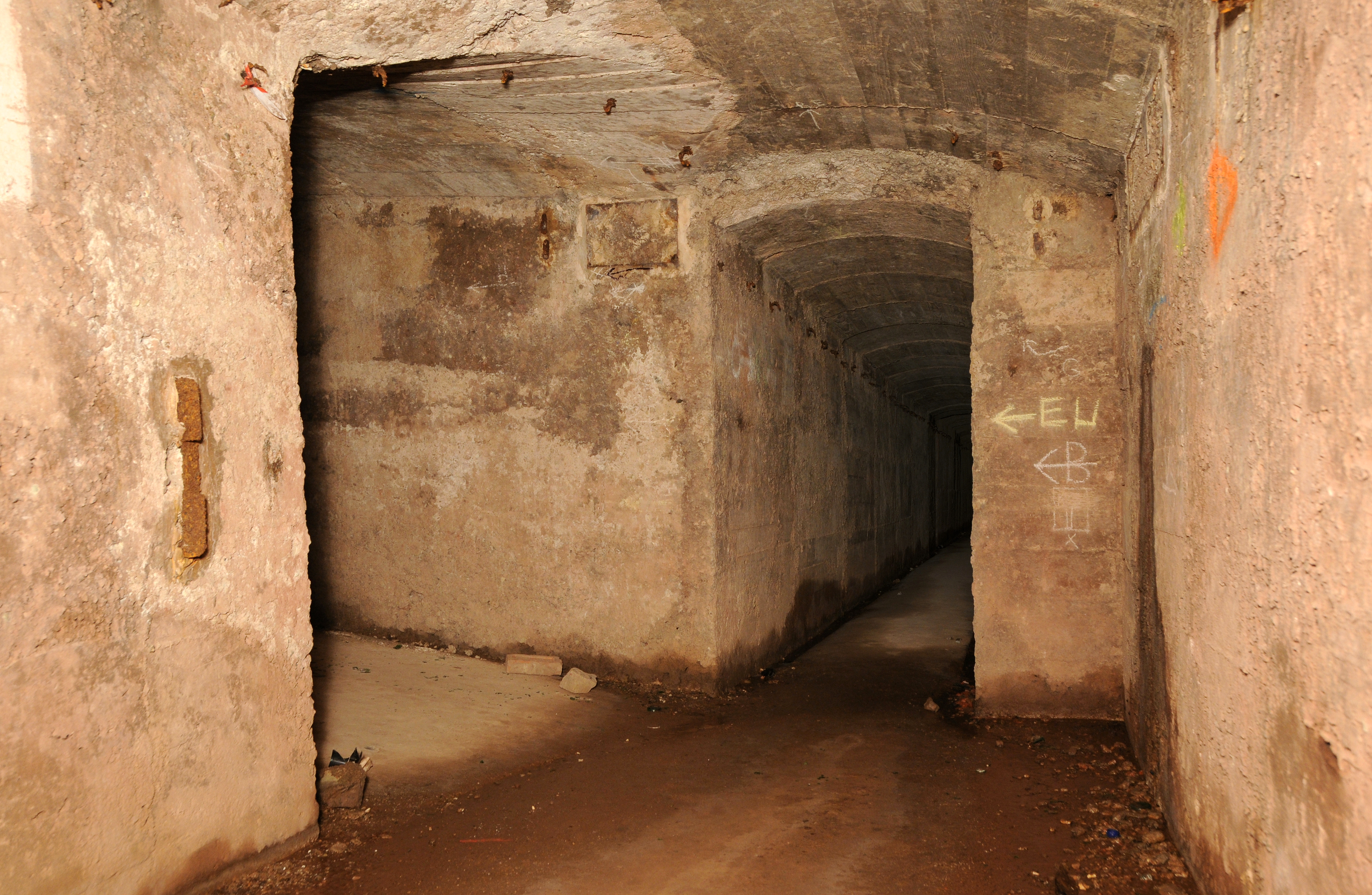
À gauche : vers l'abri-caverne ; tout droit : sortie d'infanterie.
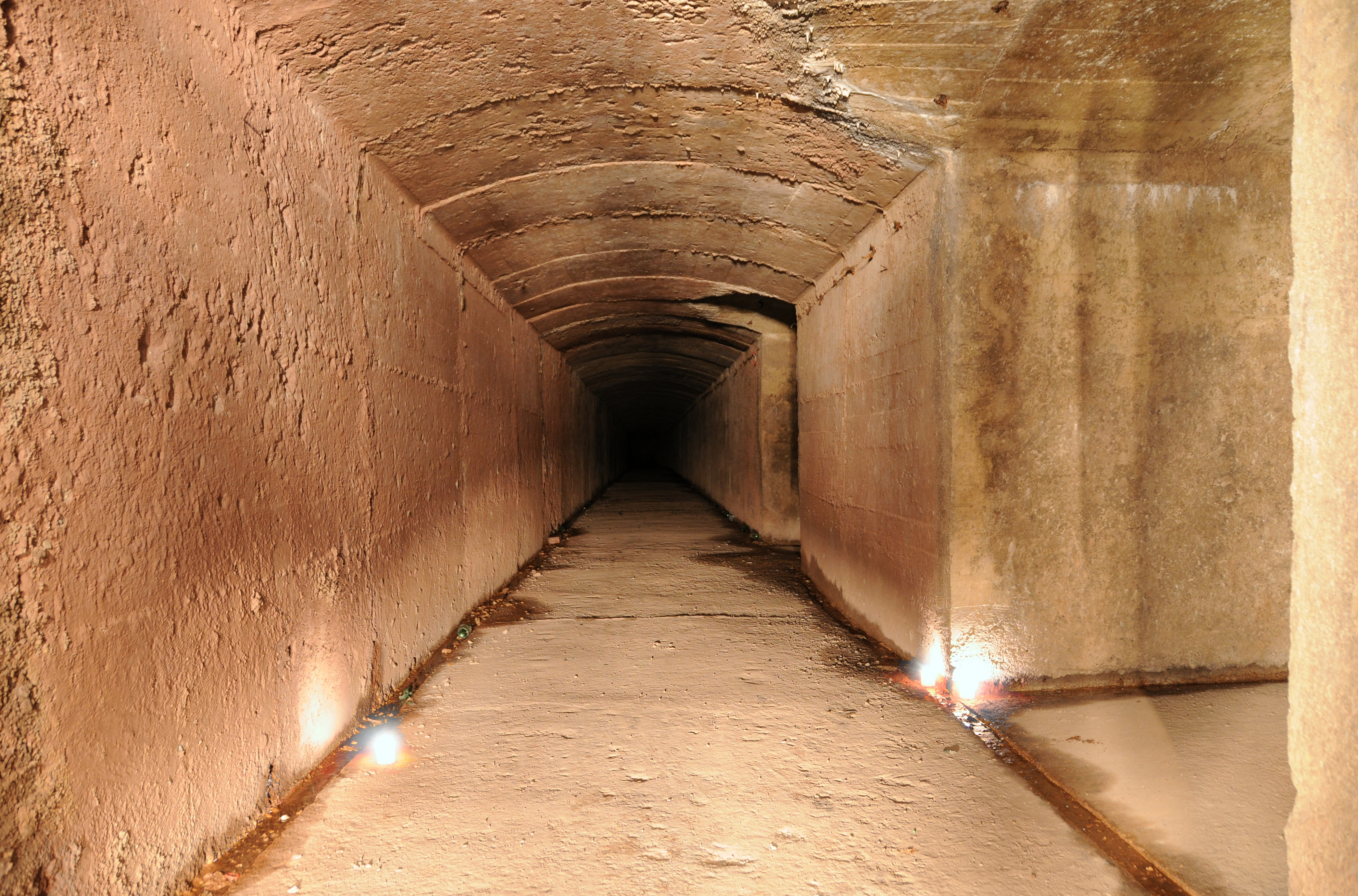
Galerie reliant l'abri-caverne au casernement souterrain.
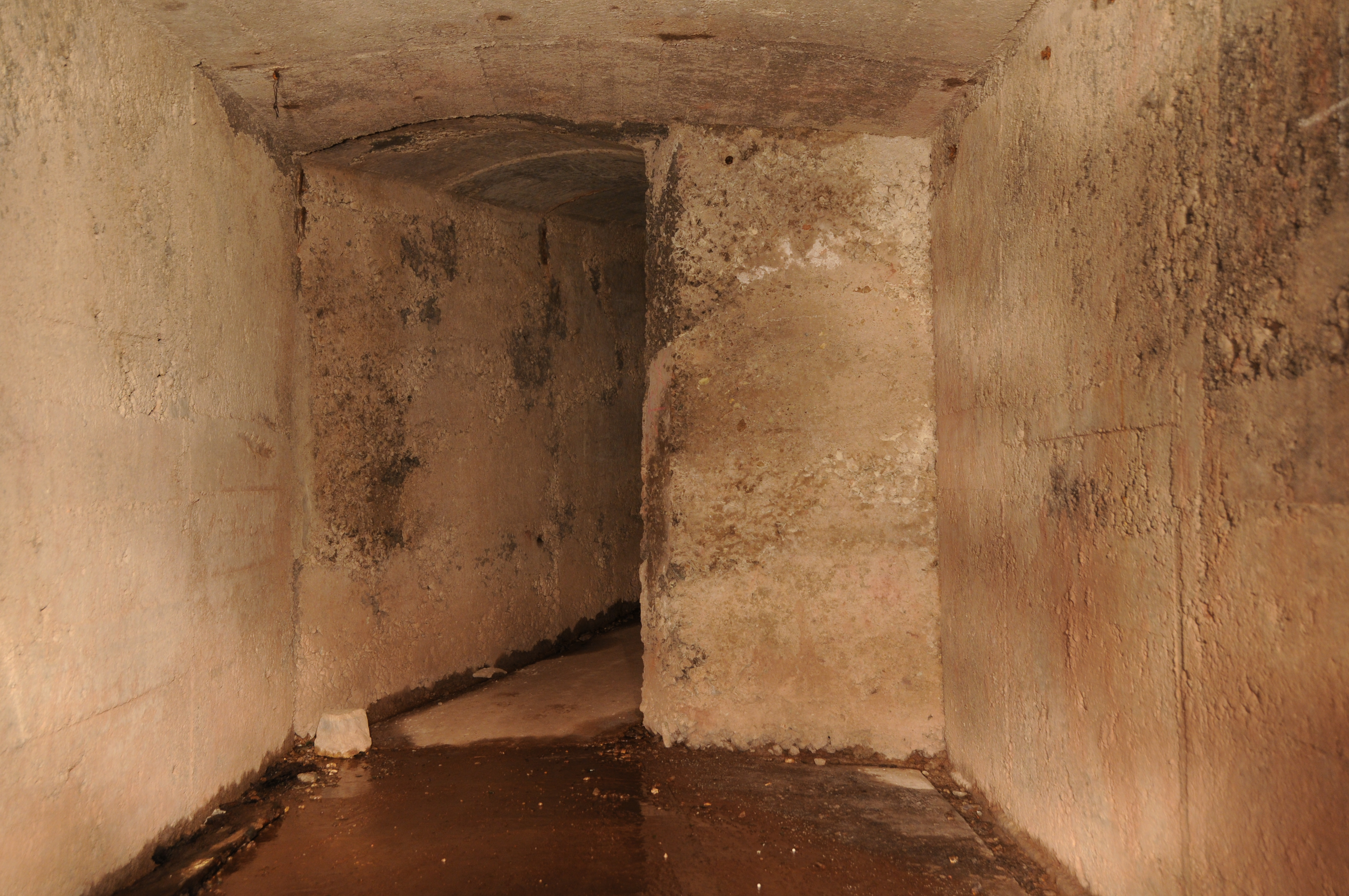
Rétrécissement de galerie.
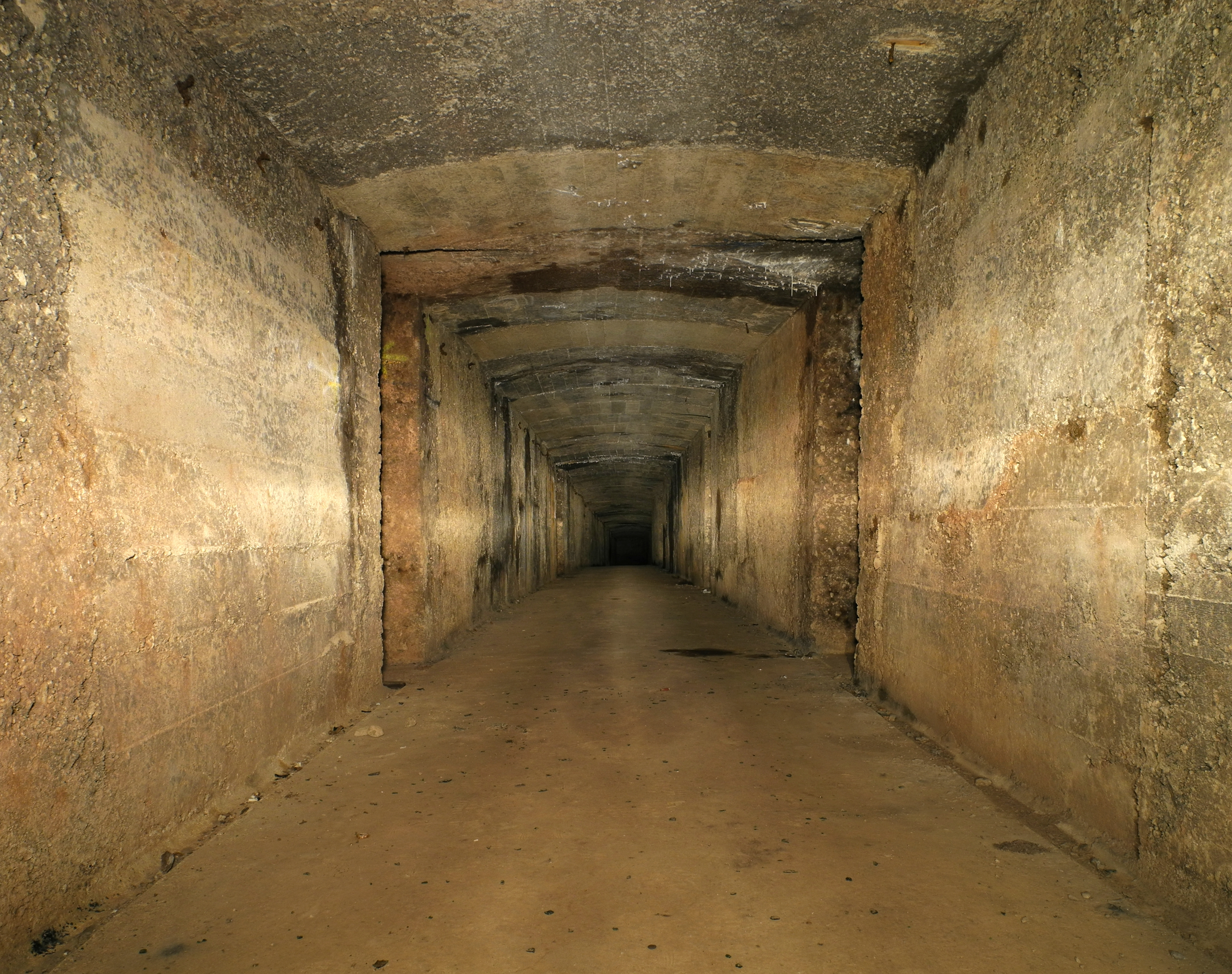
Le casernement souterrain.
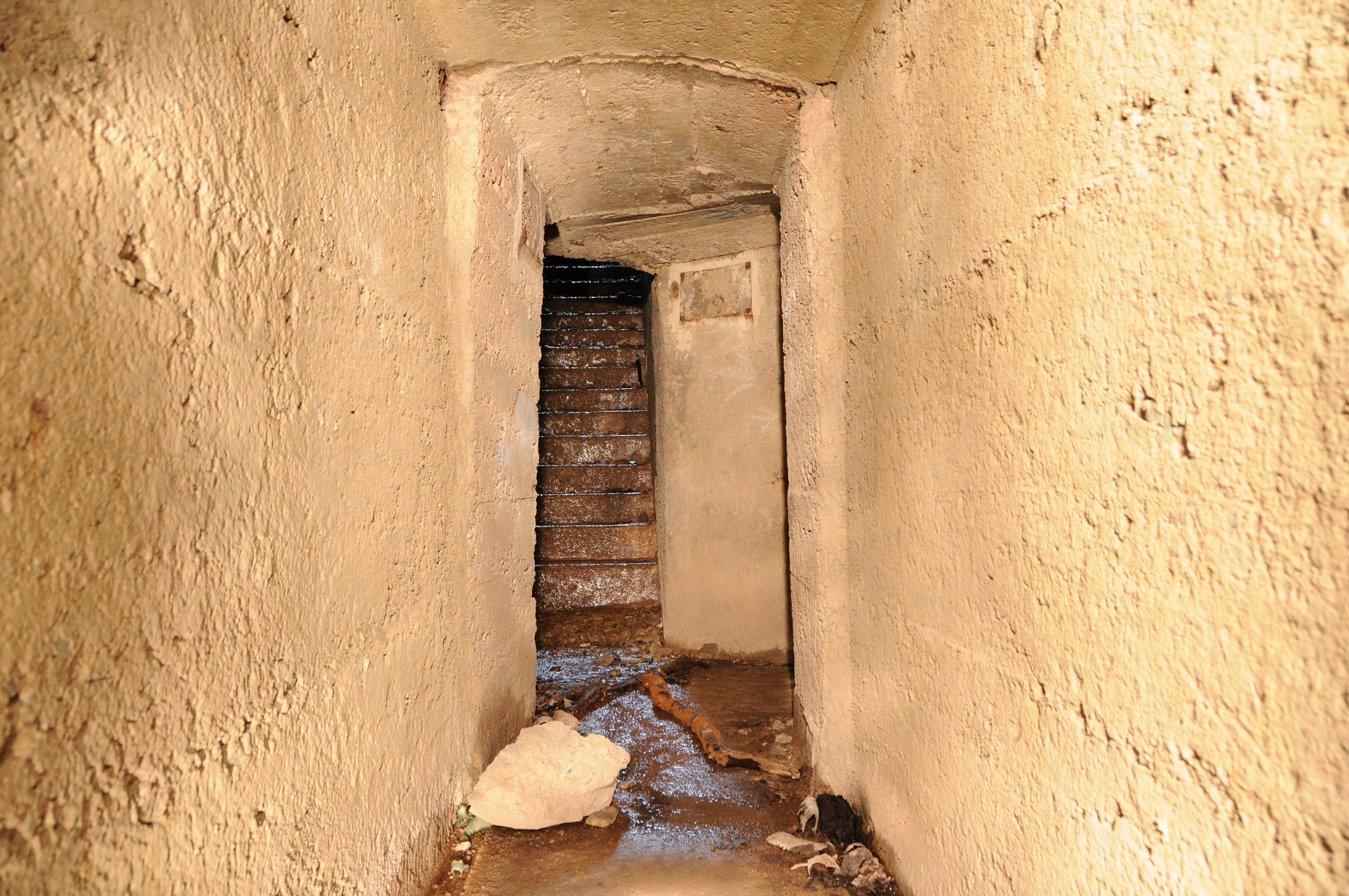
L'escalier mène à la gaine Nord-Ouest d'accès à la rue du rempart.
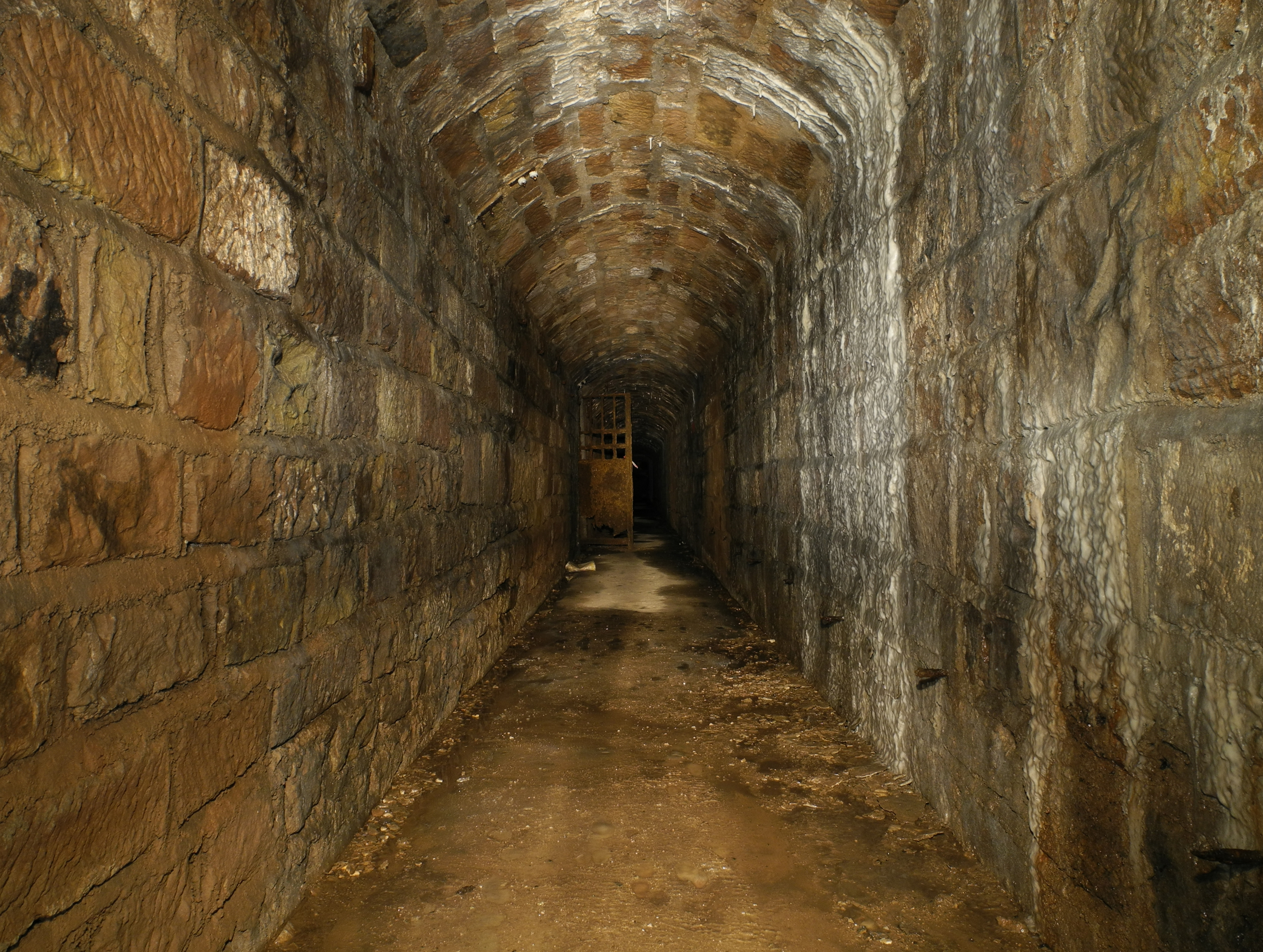
Dans la galerie menant au coffre de contrescarpe de Saillant IV, une galerie sur la gauche (au niveau de la porte) permet d'accéder au fossé du fort, à la batterie cuirassée de tourelles de 155R et à la batterie cuirassée de 75.